# TV는 사랑을 싣고
《TV는 사랑을 싣고》는 KBS에서 방송되었던 예능 프로그램이었다.

## 기획 의도
추억 속의 주인공과 평소에 고마움을 전하고 싶었던 주인공을 찾아 만나게 하는 예능 프로그램이다.

## 역사

### 1기
1994년에 첫방송되었으며, 특히 1997년 경이 리즈 시절이라고 불리울 정도로 화제성과 시청률이 상당히 높았지만, 2000년대 이후로 소재 고갈 문제가 생겼는데다 손수 사람을 찾을 수 있는 매체도 다양해지면서 굳이 이 프로그램으로 사람을 찾을 필요도 없어지면서 그와 함께 감동과 인기도 예전만 못해졌으며, 결국 2005년 부로 포맷도 바꾸는 등 노력을 많이 하였지만 이조차도 별 반응이 없었으며, 결국 계속되는 시청률 부진과 소재 고갈 끝에 2010년 5월을 끝으로 폐지하였다.

### 2기 ~ 3기
2018년에 재편된 형태는 스튜디오 진행 방식이 아닌, VCR 녹화 형식의 추적 MC 체제로 구성되었다.
한편, 2011년에 개정된 개인정보보호법에 따라 공공기관과 학교에서는 개인정보 유출을 방지하기 위한 조치가 강화되었으며, 관련 자료는 비공개 대상으로 분류되어 접근이 어려운 상태이다.

## 방송 시간

### 시즌 1
| 방송 채널 | 방송 기간                          | 방송 시간                            |
| --------- | ---------------------------------- | ------------------------------------ |
| KBS 1TV   | 1995년 9월 8일 ~ 1998년 2월 13일   | 매주 금요일 저녁 7시 35분 ~ 8시 30분 |
| KBS 1TV   | 2005년 5월 3일 ~ 2007년 4월 24일   | 매주 화요일 저녁 7시 30분 ~ 8시 25분 |
| KBS 1TV   | 2007년 5월 4일 ~ 2010년 5월 7일    | 매주 금요일 저녁 7시 30분 ~ 8시 25분 |
| KBS 1TV   | 2010년 5월 8일                     | 토요일 오후 4시 ~ 4시 55분           |
| KBS 2TV   | 1994년 5월 3일 ~ 1995년 8월 29일   | 매주 화요일 밤 11시 ~ 11시 50분      |
| KBS 2TV   | 1998년 2월 20일 ~ 1998년 10월 9일  | 매주 금요일 저녁 7시 25분 ~ 8시 25분 |
| KBS 2TV   | 1998년 10월 16일 ~ 1999년 4월 30일 | 매주 금요일 저녁 7시 10분 ~ 8시      |
| KBS 2TV   | 1999년 5월 7일 ~ 1999년 10월 15일  | 매주 금요일 밤 8시 50분 ~ 9시 50분   |
| KBS 2TV   | 1999년 10월 22일 ~ 2000년 4월 28일 | 매주 금요일 밤 8시 55분 ~ 9시 55분   |
| KBS 2TV   | 2000년 5월 1일 ~ 2000년 7월 24일   | 매주 월요일 밤 11시 ~ 11시 50분      |
| KBS 2TV   | 2000년 8월 6일 ~ 2001년 4월 29일   | 매주 일요일 오전 11시 ~ 11시 50분    |
| KBS 2TV   | 2001년 5월 6일 ~ 2001년 11월 4일   | 매주 일요일 낮 12시 ~ 1시 10분       |
| KBS 2TV   | 2001년 11월 11일 ~ 2003년 11월 2일 | 매주 일요일 오전 11시 50분 ~ 1시     |
| KBS 2TV   | 2003년 11월 9일 ~ 2004년 10월 31일 | 매주 일요일 낮 12시 ~ 1시 10분       |
| KBS 2TV   | 2004년 11월 7일 ~ 2005년 5월 1일   | 매주 일요일 오전 10시 ~ 10시 50분    |

### 시즌 2~3
| 방송 채널 | 방송 기간                          | 방송 시간                            |
| --------- | ---------------------------------- | ------------------------------------ |
| KBS 1TV   | 2018년 9월 28일 ~ 2018년 12월 28일 | 매주 금요일 저녁 7시 35분 ~ 8시 25분 |
| KBS 1TV   | 2019년 1월 4일 ~ 2020년 6월 19일   | 매주 금요일 저녁 7시 40분 ~ 8시 30분 |
| KBS 2TV   | 2020년 9월 9일 ~ 2021년 6월 30일   | 매주 수요일 밤 8시 30분 ~ 9시 30분   |

## 역대 진행자
| 진행자                    | 진행 기간                           |
| ------------------------- | ----------------------------------- |
| 한진희, 임성민            | 1994년 5월 3일 ~ 1994년 10월 4일    |
| 이상벽, 배영란            | 1994년 10월 11일 ~ 1996년 10월 11일 |
| 이상벽, 이금희            | 1996년 10월 18일 ~ 1997년 2월 28일  |
| 이계진, 정은아            | 1997년 3월 7일 ~ 1997년 5월 23일    |
| 이상벽, 이금희            | 1997년 5월 30일 ~ 1998년 6월 12일   |
| 이상벽, 황현정            | 1998년 6월 19일 ~ 1998년 11월 13일  |
| 이상벽, 김지영            | 1998년 11월 20일 ~ 1999년 3월 5일   |
| 이상벽, 이금희            | 1999년 3월 12일 ~ 2000년 4월 28일   |
| 이상벽, 이매리            | 2000년 5월 1일 ~ 2000년 10월 8일    |
| 이계진, 이다 도시, 백재현 | 2000년 10월 15일 ~ 2000년 12월 31일 |
| 이계진, 지수원, 백재현    | 2001년 1월 7일 ~ 2001년 4월 22일    |
| 이계진, 전혜진, 백재현    | 2001년 4월 29일 ~ 2001년 11월 4일   |
| 이상벽, 설수진            | 2001년 11월 11일 ~ 2002년 10월 27일 |
| 손범수, 김미화            | 2002년 11월 3일 ~ 2005년 5월 1일    |
| 임성훈, 노현정            | 2005년 5월 3일 ~ 2006년 8월 29일    |
| 임성훈, 윤수영            | 2006년 9월 5일 ~ 2007년 3월 27일    |
| 임성훈, 박지윤            | 2007년 4월 3일 ~ 2008년 3월 28일    |
| 임성훈, 박주아            | 2008년 4월 4일 ~ 2008년 11월 14일   |
| 전인석, 박주아            | 2008년 11월 21일 ~ 2009년 4월 17일  |
| 김재원, 백승주            | 2009년 4월 24일 ~ 2010년 5월 8일    |
| 김용만, 윤정수            | 2018년 9월 28일 ~ 2020년 6월 19일   |
| 김원희, 현주엽            | 2020년 9월 9일 ~ 2021년 6월 30일    |

## 에피소드 목록

### 1994년
| 회차 | 방송일    | 제목 (원제) | 게스트                                         | 비고 |
| ---- | --------- | --- | ---------------------------------------------- | ---- |
| 1회  | 5월 3일   | 미술학도의 꿈을 꾸던 초등학생 시절 첫사랑 서희정을 찾는다                                                       | 배우 석광렬                                    |      |
| 1회  | 5월 3일   | 여고시절 때 연극반 활동을 할수있도록 집안일을 대신 해주었던 친구 전영자 씨를 찾는다                             | 배우 전원주                                    |      |
| 2회  | 5월 10일  | 초등학교 6학년 때의 절친 박영행을 찾는다                                                                        | 배우 김민자                                    |      |
| 2회  | 5월 10일  | 초등학교 6학년 때의 신동현 담임선생님과 같은 반 친구 황점순을 찾는다                                            | 국회의원 이석현                                |      |
| 3회  | 5월 17일  | | 배우 이영범                                    |      |
| 3회  | 5월 17일  | 연극배우 박정자                                                                                                 |                                                |      |
| 4회  | 5월 24일  | 박정수의 중1 때 담임선생님 홍영자 선생님을 찾는다                                                               | 배우 박정수                                    |      |
| 4회  | 5월 24일  | 김영배의 군대 시절 동기 권동완을 찾는다                                                                         | 배우 김영배                                    |      |
| 5회  | 5월 31일  | 대전화가 귀하던 60년대, 300m가 넘는 길을 달려와 방송국으로부터의 연락을 주던 길음동 약국 아저씨 장원배를 찾는다 | 배우 송승환                                    |      |
| 5회  | 5월 31일  | 초등학교 6학년 때의 첫사랑 전진수를 찾는다                                                                      | 가수 이혜영                                    |      |
| 6회  | 6월 7일   | 중학생 시절 잊지 못할 미술선생님인 최병기 선생님을 찾는다                                                       | 미스코리아 유하영                              |      |
| 6회  | 6월 7일   | 6.25 전쟁으로 인한 피난 시절 세들어 살던 주인집 차남 박노섭 씨를 찾는다                                         | 방송인 이상벽                                  |      |
| 7회  | 6월 14일  | 여고생 시절 개그로 승부를 나눴던 절친 강석미를 찾는다                                                           | 개그우먼 김미화                                |      |
| 7회  | 6월 14일  | 가수 지망생 시절 본인을 도와주었던 은인 위일창을 찾는다                                                         | 가수 설운도                                    |      |
| 8회  | 6월 21일  | 6.25 전쟁 시절 피난을 가서 신세를 진 김덕진 씨의 가족을 찾는다                                                  | 교장 이상용                                    |      |
| 8회  | 6월 21일  | 한글과 역사를 가르치며 나라 사랑을 일깨워 준 이경희 선생님을 찾는다                                             | 뚝섬경동국민학교(現 서울경동초등학교) 졸업생들 |      |
| 9회  | 6월 28일  | 중학생 때 밴드부원으로써 친했던 친구 황경아를 찾는다                                                            | 가수 김혜림                                    |      |
| 9회  | 6월 28일  | 고등학생 때 절친 임종길을 찾는다                                                                                | 성악가 엄정행                                  |      |
| 10회 | 7월 5일   | | 만화가 강철수                                  |      |
| 10회 | 7월 5일   | 미스코리아 이영현                                                                                               |                                                |      |
| 11회 | 7월 12일  | | 개그우먼 이경애                                |      |
| 11회 | 7월 12일  | 배우 나한일 |                                                |      |
| 12회 | 7월 19일  | 초등학교 동창 장영아를 찾는다                                                                                   | 배우 김혜리                                    |      |
| 12회 | 7월 19일  | 중학생 시절 대학 진학을 권해 준 최수철 교장선생님을 찾는다                                                      | 축구인 허정무                                  |      |
| 13회 | 7월 26일  | | 가수 양수경                                    |      |
| 13회 | 7월 26일  | 교수 민용태 |                                                |      |
| 14회 | 8월 2일   | 사춘기 시절 절친 김재경을 찾는다                                                                                | 배우 변소정                                    |      |
| 14회 | 8월 2일   | 은행원으로 일하던 시절 절친해진 형 김재국을 찾는다                                                              | 배우 이동준                                    |      |
| 15회 | 8월 9일   | | 프로레슬러 김일                                |      |
| 15회 | 8월 9일   | 야구 해설가 하일성                                                                                              |                                                |      |
| 15회 | 8월 9일   | 코미디언 정재윤                                                                                                 |                                                |      |
| 16회 | 8월 16일  | 6.25 전쟁 도중 피란지에서 만나 자매처럼 지냈던 선배 우정숙을 찾는다                                             | 배우 김복희, 성우 고은정                       |      |
| 16회 | 8월 16일  | 자신에게 결혼 패물이던 목걸이를 시주해주었던 당시 신혼 부부를 찾는다                                            | 승려 삼중                                      |      |
| 17회 | 8월 23일  | | 배우 방은희                                    |      |
| 17회 | 8월 23일  | 개그맨 김의환                                                                                                   |                                                |      |
| 18회 | 8월 30일  | 해병대로 군복무 시절 버티게 도와 준 가족을 찾는다                                                               | 배우 임채무                                    |      |
| 18회 | 8월 30일  | 국악원 시절 친구 정순난을 찾는다                                                                                | 국악인 신영희                                  |      |
| 19회 | 9월 6일   | 6.25 전쟁 당시의 아비규환 속에서 함께 생사를 나눴던 친구들인 정종태와 정종헌을 찾는다                           | 연극배우 윤소정                                |      |
| 19회 | 9월 6일   | 연극배우 시절 대학 선배 김명제를 찾는다                                                                         | 연극배우 장두이                                |      |
| 20회 | 9월 13일  | 초등학교 3학년 때 동창 어창용을 찾는다                                                                          | 개그우먼 김지선                                |      |
| 20회 | 9월 13일  | 음악감상실 DJ 활동 시절 동료들 사이에서 백과사전이었던 송종근 씨를 찾는다                                       | 방송인 이종환                                  |      |
| 21회 | 9월 27일  | 초등학교 5학년 때의 첫사랑 김남형을 찾는다                                                                      | 탤런트 김소이                                  |      |
| 21회 | 9월 27일  | 라이벌이면서도 누구보다 서로를 잘 이해했던 30년 전 친구 원영태를 찾는다                                         | 승려 석용산                                    |      |
| 22회 | 10월 4일  | 고아원에서 어린 시절 친해진 형 서광철을 찾는다                                                                  | 가수 최성수                                    |      |
| 22회 | 10월 4일  | 중/고등학교 시절 꿈과 희망을 주었던 전성숙 선생님과 김복길 선생님을 찾는다                                      | 만화가 김순지                                  |      |
| 23회 | 10월 11일 | 17년 전 왕십리에서 함께 사진을 찍었던 쌍둥이 자매를 만난다                                                      | 투투 멤버 황혜영                               |      |
| 23회 | 10월 11일 | 논산훈련소 내무반 시절 최고참이었던 이병장을 만난다                                                             | 배우 진유영                                    |      |
| 24회 | 10월 18일 | |                                                |      |
| 24회 | 10월 18일 | |                                                |      |
| 25회 | 10월 25일 | 중학생 때 첫사랑 (故) 오성실을 찾는다                                                                           | 배우 윤다훈                                    |      |
| 25회 | 10월 25일 | 고등학교 1학년 때 본인을 가수의 길로 인도해 준 작곡가 김학송을 찾는다                                           | 가수 최진희                                    |      |
| 26회 | 11월 1일  | |                                                |      |
| 26회 | 11월 1일  | |                                                |      |
| 27회 | 11월 8일  | 가난했던 여중생 시절 항상 격려를 아끼지 않았던 김태명 선생님을 찾는다                                           | 개그우먼 이경실                                |      |
| 27회 | 11월 8일  | 야구선수로 활동하던 중학생 시절 포수로 활약하던 친구 김낙천을 찾는다                                            | 배우 김진태                                    |      |
| 28회 | 11월 22일 | 어린 시절 야구부원들을 가르치던 오영세 선생님을 찾는다                                                          | 야구인 박찬호                                  |      |
| 28회 | 11월 22일 | 여고 시절 공부를 열심히 잘 했던 단짝친구 한임원을 찾는다                                                        | 배우 양미경                                    |      |
| 29회 | 11월 29일 | 무명 시절 본인에게 큰 힘이 되어 주었던 동료 가수 오성자를 찾는다                                                | 가수 방실이                                    |      |
| 30회 | 12월 6일  | |                                                |      |
| 30회 | 12월 6일  | 농구선수 서장훈                                                                                                 |                                                |      |
| 31회 | 12월 13일 | |                                                |      |
| 31회 | 12월 13일 | |                                                |      |
| 32회 | 12월 20일 | 아역 시절 CF 촬영으로 친해진 서은영을 찾는다                                                                    | 배우 장서희                                    |      |
| 32회 | 12월 20일 | 신인 시절 본인에게 큰 힘이 되어 준 영화 감독 최경옥을 찾는다                                                    | 배우 트위스트 김                               |      |
| 33회 | 12월 27일 | 대입 시험을 마치고 첫 미팅에서 만났던 첫사랑 임상준을 찾는다                                                    | 배우 강리나                                    |      |
| 33회 | 12월 27일 | 보디빌더 시절 친구이자 라이벌이었던 김재호를 찾는다                                                             | 배우 (故) 조경환                               |      |

### 1995년
| 회차                                                  | 방송일    | 제목 (원제)                                                                                               | 게스트                              | 비고 |
| ----------------------------------------------------- | --------- | --- | ----------------------------------- | ---- |
| 34회                                                  | 1월 3일   | |                                     |      |
| 34회                                                  | 1월 3일   | |                                     |      |
| 35회                                                  | 1월 10일  | 고등학교 2학년 때 뜻깊은 인연 정영민 선생님을 찾는다                                                      | 배우 이세창                         |      |
| 35회                                                  | 1월 10일  | 대학교 시절 춤추는 소녀였던 김영옥을 찾는다                                                               | 배우 박재란                         |      |
| 36회                                                  | 1월 17일  | |                                     |      |
| 36회                                                  | 1월 17일  | |                                     |      |
| 37회                                                  | 1월 24일  | 군복무 시절 본인을 잘 대해 주었던 전학수 대위를 찾는다                                                    | 배우 강남길                         |      |
| 37회                                                  | 1월 24일  | 아버지의 빈자리를 채워 주었던 친구분인 태종채 씨를 찾는다                                                 | 배우 김윤경                         |      |
| 38회                                                  | 2월 7일   | 고등학교 2학년 때 미술학도 시절 첫눈에 반한 임승빈 선생님을 찾는다                                        | 배우 전혜진                         |      |
| 38회                                                  | 2월 7일   | 18살 소년 시절 그를 음악으로 인도해 준 기획사에서 일하던 형 고장원을 찾는다                               | 가수 태진아                         |      |
| 39회                                                  | 2월 14일  | |                                     |      |
| 39회                                                  | 2월 14일  | |                                     |      |
| 40회                                                  | 2월 21일  | |                                     |      |
| 40회                                                  | 2월 21일  | |                                     |      |
| 41회                                                  | 2월 28일  | 사회 진출 시기까지 절친했던 친구 김인옥을 찾는다                                                          | 개그우먼 배연정                     |      |
| 41회                                                  | 2월 28일  | 고3 때의 절친 양영치를 찾는다                                                                             | 가수 서수남                         |      |
| 42회                                                  | 3월 7일   | 초등학교 5학년 때의 첫사랑 이한일을 찾는다                                                                | 배우 겸 가수 엄정화                 |      |
| 42회                                                  | 3월 7일   | 롯데 자이언츠 감독 시절 지옥 훈련을 버텨내고 팀을 우승으로 이끈 선수 남우식을 찾는다                      | 야구감독 김동엽                     |      |
| 43회                                                  | 3월 14일  | |                                     |      |
| 43회                                                  | 3월 14일  | |                                     |      |
| 44회                                                  | 3월 21일  | |                                     |      |
| 44회                                                  | 3월 21일  | |                                     |      |
| 45회                                                  | 3월 28일  | 초등학교 5학년 때 학원에서 좋아했던 1살 어린 남자후배 민성재를 찾는다                                     | 배우 이아현                         |      |
| 45회                                                  | 3월 28일  | 가수 유열                                                                                                 |                                     |      |
| 46회                                                  | 4월 4일   | 고등학생 시절 보컬그룹을 통해 친해진 친구 지룡을 찾는다                                                   | 코미디언 이용식                     |      |
| 46회                                                  | 4월 4일   | 결혼 패물이 든 가방을 잃어버려 어쩔 줄 모르던 차에 도와주었던 안문호 아주머니를 찾는다                    | 방송인 김린                         |      |
| 47회 </brhttps://www.youtube.com/watch?v=x7qyYpZzQWY> | 4월 11일  | |                                     |      |
| 47회 </brhttps://www.youtube.com/watch?v=x7qyYpZzQWY> | 4월 11일  | |                                     |      |
| 48회                                                  | 4월 18일  | 어린 시절 절친 최용순을 찾는다                                                                            | 코미디언 배삼룡                     |      |
| 48회                                                  | 4월 18일  | 초등학교 1학년 때 단짝 이승재를 찾는다                                                                    | 배우 임채원                         |      |
| 49회                                                  | 4월 25일  | |                                     |      |
| 49회                                                  | 4월 25일  | |                                     |      |
| 50회                                                  | 5월 2일   | 고등학교 1학년 때 라이벌이자 절친 여애라를 찾는다                                                         | 가수 노사연                         |      |
| 50회                                                  | 5월 2일   | 현역 복싱선수 시절 빛과 같았던 두 여인 박춘자와 임순례를 찾는다                                           | 권투인 홍수환                       |      |
| 51회                                                  | 5월 9일   | |                                     |      |
| 51회                                                  | 5월 9일   | |                                     |      |
| 52회                                                  | 5월 16일  | |                                     |      |
| 52회                                                  | 5월 16일  | |                                     |      |
| 53회                                                  | 5월 23일  | |                                     |      |
| 53회                                                  | 5월 23일  | |                                     |      |
| 54회                                                  | 5월 30일  | 연극 시절 때 처음으로 만난 김자혜, 김현숙을 찾는다                                                        | 배우 심양홍                         |      |
| 54회                                                  | 5월 30일  | 초등학교 1학년 때 첫사랑이었던 김상수를 찾는다                                                            | 배우 옥소리                         |      |
| 55회                                                  | 6월 6일   | |                                     |      |
| 55회                                                  | 6월 6일   | |                                     |      |
| 56회                                                  | 6월 13일  | |                                     |      |
| 56회                                                  | 6월 13일  | |                                     |      |
| 57회                                                  | 6월 20일  | 초등학교 6학년 때의 첫사랑 최수환을 찾는다                                                                | 배우 송채환                         |      |
| 58회                                                  | 6월 27일  | 초등학교 시절 때 좋아했던 첫사랑 황익준을 찾는다                                                          | 배우 김원희                         |      |
| 58회                                                  | 6월 27일  | 대학생 시절 연극 활동을 통해 친해진 박신옥을 찾는다                                                       | 배우 독고영재                       |      |
| 59회                                                  | 7월 4일   | 초등학교 6학년 때 본인을 몹시 괴롭힌 장난꾸러기 친구 심기호를 찾는다                                      | 배우 이상아                         |      |
| 59회                                                  | 7월 4일   | 초등학교 2학년 때 본인이 짝사랑했던 이진자 선생님을 찾는다                                                | 정치인 오세훈                       |      |
| 60회                                                  | 7월 11일  | |                                     |      |
| 60회                                                  | 7월 11일  | |                                     |      |
| 61회                                                  | 7월 18일  | |                                     |      |
| 61회                                                  | 7월 18일  | |                                     |      |
| 62회                                                  | 7월 25일  | |                                     |      |
| 62회                                                  | 7월 25일  | |                                     |      |
| 63회                                                  | 8월 1일   | 초등학교 시절 때 어머니 같은 잘해 주셨던 은사 이춘란 선생님을 찾는다                                      | 배우 최수종                         |      |
| 64회                                                  | 8월 8일   | |                                     |      |
| 64회                                                  | 8월 8일   | |                                     |      |
| 65회                                                  | 8월 22일  | |                                     |      |
| 65회                                                  | 8월 22일  | |                                     |      |
| 66회                                                  | 8월 29일  | |                                     |      |
| 66회                                                  | 8월 29일  | |                                     |      |
| 67회                                                  | 9월 8일   | 초등학교 4학년 때의 첫사랑 조영기를 찾는다                                                                | 배우 황신혜                         |      |
| 67회                                                  | 9월 8일   | 초등학교 6학년 때의 첫사랑 전혜진을 찾는다                                                                | 배우 박상민                         |      |
| 68회                                                  | 9월 15일  | 초등학교 5학년 때의 잊지 못할 담임선생님인 현석영 선생님을 찾는다                                         | 배우 유호정                         |      |
| 68회                                                  | 9월 15일  | 초등학교 5학년 때의 첫사랑 신선경을 찾는다                                                                | 가수 성진우                         |      |
| 69회                                                  | 9월 29일  | 초등학교 2학년 때의 첫사랑 김지호를 찾는다                                                                | 배우 신윤정                         |      |
| 69회                                                  | 9월 29일  | 코미디언 서세원                                                                                           |                                     |      |
| 70회                                                  | 10월 6일  | 어린 시절 때 처음으로 만난 7호실 언니와 친하게 지냈고 엄마처럼 잘 해 주셨던 7호실 언니 황경자 씨를 찾는다 | 배우 이영애                         |      |
| 70회                                                  | 10월 6일  | 초등학교 5학년 때 절친 정장원을 찾는다                                                                    | 배우 정종준                         |      |
| 71회                                                  | 10월 20일 | 초등학교 5학년 때 담임이었던 한택연 선생님을 찾는다                                                       | 배우 김수미                         |      |
| 71회                                                  | 10월 20일 | 초등학교 1학년 때 엄청난 장난꾸러기였던 본인도 꼼짝 못하게 한 여사친 유영미를 찾는다                      | 배우 이훈                           |      |
| 72회                                                  | 10월 27일 | 어린 시절 절친했던 남사친 박경호를 찾는다                                                                 | 개그우먼 이영자                     |      |
| 72회                                                  | 10월 27일 | 초등학교 야구부 시절 절친 박한규를 찾는다                                                                 | 야구인 김성한                       |      |
| 73회                                                  | 11월 3일  | 고등학교 2학년 때의 잊지 못할 이상진 교감선생님을 찾는다                                                  | 코미디언 임하룡                     |      |
| 73회                                                  | 11월 3일  | 초등학교 3학년 때 첫사랑 한만영을 찾는다                                                                  | 배우 윤유선                         |      |
| 74회                                                  | 11월 10일 | |                                     |      |
| 74회                                                  | 11월 10일 | |                                     |      |
| 75회                                                  | 11월 17일 | 고등학교 2학년 시절 때 이웃집 에 살던 오빠 김성호 씨를 찾는다                                             | 배우 고두심                         |      |
| 76회                                                  | 11월 24일 | |                                     |      |
| 76회                                                  | 11월 24일 | |                                     |      |
| 77회                                                  | 12월 1일  | |                                     |      |
| 77회                                                  | 12월 1일  | |                                     |      |
| 78회                                                  | 12월 8일  | 중학교 시절 때 좋아했던 S누나 천순화씨를 찾는다                                                           | 배우 최불암                         |      |
| 78회                                                  | 12월 8일  | 아나운서 황현정                                                                                           |                                     |      |
| 79회                                                  | 12월 15일 | |                                     |      |
| 79회                                                  | 12월 15일 | |                                     |      |
| 80회                                                  | 12월 22일 | 연예계 진출 이후 본인에게 큰 힘이 되어주었던 친구 함태열을 찾는다                                         | 배우 유인촌                         |      |
| 80회                                                  | 12월 22일 | 어린 시절 첫사랑이었던 사촌오빠의 친구 권기천을 찾는다                                                    | 기상 캐스터 이익선                  |      |
| 송년 특집                                             | 12월 29일 | 화제 명장면                                                                                               | 배우 고두심, 최수종, 최불암, 송채환 |      |

### 1996년
| 회차  | 방송일    | 제목 (원제)                                                                                     | 게스트                        | 비고 |
| ----- | --------- | ----------------------------------------------------------------------------------------------- | ----------------------------- | ---- |
| 81회  | 1월 5일   | 초등학교 6학년 때의 첫사랑 임세라를 찾는다                                                      | 가수 박진영                   |      |
| 81회  | 1월 5일   | 상경 이후 어렵던 시절에 같이 노래하던 언니 강선희를 찾는다                                      | 가수 혜은이                   |      |
| 82회  | 1월 12일  | 초등학교 3학년 때의 첫사랑 장성진을 찾는다                                                      | 코미디언 이경애               |      |
| 82회  | 1월 12일  | 초등학교 1학년 때의 잊지 못할 은사님인 김영순 선생님을 찾는다                                   | 배우 김성환                   |      |
| 83회  | 1월 19일  | 고등학교 2학년 때 좋아했던 첫사랑 서경임을 찾는다                                               | 아나운서 김병찬               |      |
| 83회  | 1월 19일  | 어린시절 때 좋아했던 나종수 오빠를 찾는다                                                       | 배우 나문희                   |      |
| 84회  | 1월 26일  | 초등학교 4학년 때의 담임이자 은사였던 안정애 선생님을 찾는다                                    | 배우 장동건                   |      |
| 84회  | 1월 26일  | 농구인 박찬숙                                                                                   |                               |      |
| 85회  | 2월 2일   | 초등학교 6학년 때 첫사랑이었던 정찬석을 찾는다                                                  | 배우 정선경                   |      |
| 85회  | 2월 2일   | 배우 김동현                                                                                     |                               |      |
| 86회  | 2월 9일   | 어린시절 때 좋아했던 단짝친구 안원형을 찾는다                                                   | 배우 최진실                   |      |
| 87회  | 2월 16일  |                                                                                                 |                               |      |
| 87회  | 2월 16일  |                                                                                                 |                               |      |
| 88회  | 2월 23일  | 국민학교 1학년 때 담임이자 은사였던 유영순 선생님을 찾는다                                      | 배우 임동진                   |      |
| 88회  | 2월 23일  | 초등학교 5학년 때 첫사랑이었던 홍유석을 찾는다                                                  | 모델 이소라                   |      |
| 89회  | 3월 1일   |                                                                                                 |                               |      |
| 89회  | 3월 1일   |                                                                                                 |                               |      |
| 90회  | 3월 8일   | 어린시절 때 첫사랑이었던 장정자를 찾는다                                                        | 가수 현철                     |      |
| 90회  | 3월 8일   | 초등학교 1학년때 첫사랑이었던 조성원을 찾는다                                                   | 배우 오연수                   |      |
| 91회  | 3월 15일  | 초등학교 6학년 때의 첫사랑 김신애를 찾는다                                                      | 농구인 우지원                 |      |
| 91회  | 3월 15일  | 중학교 1학년 때의 잊지 못할 은사님인 최봉상 선생님을 찾는다                                     | 배우 남능미                   |      |
| 92회  | 3월 22일  | 초등학교 6학년 때 좋아했던 첫사랑 신민선을 찾는다                                               | 개그맨 신동엽                 |      |
| 92회  | 3월 22일  | 방송인 허수경                                                                                   |                               |      |
| 93회  | 3월 29일  | 중1 때 교회에서 만난 첫사랑 중3 오빠 이웅을 찾는다                                              | 미스코리아 겸 아나운서 장은영 |      |
| 93회  | 3월 29일  | 무명 시절 거주하던 하숙집에서 본인을 아들처럼 대해 준 하숙집 도상희 아주머니를 찾는다           | 가수 설운도                   |      |
| 94회  | 4월 5일   |                                                                                                 | 배우 이민우                   |      |
| 95회  | 4월 12일  |                                                                                                 | 농구선수 현주엽               |      |
| 95회  | 4월 12일  | 배우 윤미라                                                                                     |                               |      |
| 96회  | 4월 19일  | 초등학교 6학년 때의 첫사랑 조성오를 찾는다                                                      | 배우 박은영                   |      |
| 96회  | 4월 19일  | 고등학교 2학년 때 본인의 음악적 재능을 알아본 조용택 담임선생님을 찾는다                        | 가수 이무송                   |      |
| 97회  | 4월 26일  | 어린 시절 빛바낸 사진 한 장으로 26년 전 업어준 동네 누나 권기자 씨를 찾는다                     | 배우 박중훈                   |      |
| 98회  | 5월 3일   | 어린 시절 처음으로 병원에서 만난 첫사랑이었던 김효진 씨를 찾는다                                | 배우 오대규                   |      |
| 98회  | 5월 3일   | 여고시절 처음으로 만나 아버지처럼 잘 해 주셨던 이석구 교장선생님을 찾는다                       | 배우 강부자                   |      |
| 99회  | 5월 10일  |                                                                                                 |                               |      |
| 99회  | 5월 10일  |                                                                                                 |                               |      |
| 100회 | 5월 17일  | 초등학교 6학년 때의 잊지 못할 남사친 백옥현을 찾는다                                            | 배우 이본                     |      |
| 100회 | 5월 17일  | 피난길에 헤어진 친구 박승중을 찾는다                                                            | 배우 이순재                   |      |
| 101회 | 5월 31일  | 초등학교 5학년 때 본인이 좋아한 남사친 윤준호와 본인을 좋아했던 또다른 남사친 조상혁을 찾는다   | 배우 김희선                   |      |
| 101회 | 5월 31일  | 음치였던 본인을 가수의 꿈을 이루게 해 준 음악교사 최철 선생님을 찾는다                          | 가수 최백호                   |      |
| 102회 | 6월 7일   | 초등학교 6학년 때 본인이 좋아한 남사친 박영준을 찾는다                                          | 배우 전도연                   |      |
| 102회 | 6월 7일   | 때론 친구처럼, 때론 형처럼 믿고 의지했던 전우 박재성을 찾는다                                   | 배우 김인문                   |      |
| 103회 | 6월 14일  |                                                                                                 |                               |      |
| 103회 | 6월 14일  |                                                                                                 |                               |      |
| 104회 | 6월 21일  | 초등학교 6학년 때의 첫사랑 김경수를 찾는다                                                      | 배구선수 김세진               |      |
| 104회 | 6월 21일  | 초등학교 4학년 때의 첫사랑 이창섭을 찾는다                                                      | 배우 최화정                   |      |
| 105회 | 6월 28일  |                                                                                                 |                               |      |
| 105회 | 6월 28일  |                                                                                                 |                               |      |
| 106회 | 7월 5일   | 초등학교 2학년 때의 담임선생님인 김혜자 선생님을 찾는다                                         | 배우 김호진                   |      |
| 106회 | 7월 5일   | 초등학교 5학년 때의 절친 안진자를 찾는다                                                        | 배우 박혜숙                   |      |
| 107회 | 7월 12일  | 초등학교 6학년 때의 첫사랑 진홍근을 찾는다                                                      | 배우 김지수                   |      |
| 107회 | 7월 12일  | 초등학교 3학년 때 뜻깊은 인연, 박유근 아저씨를 찾는다                                           | 아나운서 손범수               |      |
| 108회 | 7월 19일  | 초등학교 5학년 때의 첫사랑 심소현을 찾는다                                                      | R.ef의 멤버 이성욱            |      |
| 108회 | 7월 19일  | 초등학교 6학년 때의 잊지 못할 담임선생님인 홍해은 선생님을 찾는다                               | 배우 엄앵란                   |      |
| 109회 | 7월 26일  |                                                                                                 |                               |      |
| 109회 | 7월 26일  |                                                                                                 |                               |      |
| 110회 | 8월 2일   |                                                                                                 |                               |      |
| 110회 | 8월 2일   |                                                                                                 |                               |      |
| 111회 | 8월 9일   |                                                                                                 |                               |      |
| 111회 | 8월 9일   |                                                                                                 |                               |      |
| 112회 | 8월 23일  | 초등학교 6학년 때의 첫사랑 조윤정을 찾는다                                                      | 유도인 김재엽                 |      |
| 112회 | 8월 23일  | 초등학교 6학년 때의 잊지 못할 은사님인 권태건 선생님을 찾는다                                   | 방송인 이금희                 |      |
| 113회 | 8월 30일  | 초등학교 5학년 때의 첫사랑 장제시를 찾는다                                                      | 배우 안재욱                   |      |
| 113회 | 8월 30일  | 고1 때 유머 감각이 많으셨던 수학 담당 민병일 선생님을 찾는다                                    | 개그우먼 박미선               |      |
| 114회 | 9월 6일   |                                                                                                 |                               |      |
| 114회 | 9월 6일   |                                                                                                 |                               |      |
| 115회 | 9월 13일  | 초등학교 6학년 때의 첫사랑 김세진을 찾는다                                                      | 가수 강수지                   |      |
| 115회 | 9월 13일  | 중학교 2학년 때의 절친 김종구를 찾는다                                                          | 기상 캐스터 김동완            |      |
| 116회 | 9월 20일  | 초등학교 2학년 때 본인이 좋아한 여사친 임영수를 찾는다                                          | 가수 변진섭                   |      |
| 116회 | 9월 20일  | 수영선수 유망주 시절 첫사랑이었던 박영길을 찾는다                                               | 수영선수 최윤희               |      |
| 117회 | 9월 27일  | 초등학교 5학년 때 본인이 좋아한 남사친 박준을 찾는다                                            | 배우 이승연                   |      |
| 117회 | 9월 27일  | 군복무 시절 본인을 친동생처럼 돌봐주었던 누이 이종숙 씨를 찾는다                                | 코미디언 송해                 |      |
| 118회 | 10월 4일  |                                                                                                 |                               |      |
| 118회 | 10월 4일  |                                                                                                 |                               |      |
| 119회 | 10월 11일 | 미대 진학 지망생 시절 사랑을 두고 경쟁했던 누나 임중미를 찾는다                                 | 그룹 클론                     |      |
| 119회 | 10월 11일 | 여중시절 잊지 못할 은사님인 김정욱 선생님을 찾는다                                              | 배우 김창숙                   |      |
| 120회 | 10월 18일 |                                                                                                 |                               |      |
| 120회 | 10월 18일 |                                                                                                 |                               |      |
| 121회 | 10월 25일 | 초등학교 6학년 때의 첫사랑 정은주를 찾는다                                                      | 농구인 전희철                 |      |
| 121회 | 10월 25일 | 중1때 본인의 첫사랑이었던 문인상 선생님을 찾는다                                                | 배우 이경진                   |      |
| 122회 | 11월 1일  |                                                                                                 |                               |      |
| 122회 | 11월 1일  |                                                                                                 |                               |      |
| 123회 | 11월 8일  |                                                                                                 |                               |      |
| 123회 | 11월 8일  |                                                                                                 |                               |      |
| 124회 | 11월 15일 | 초등학교 6학년 때의 첫사랑 강수연을 찾는다                                                      | 야구선수 이종범               |      |
| 124회 | 11월 15일 | 중학교 1학년 때 담임이자 은사였던 양선옥 선생님을 찾는다                                        | 가수 이선희                   |      |
| 125회 | 11월 22일 |                                                                                                 |                               |      |
| 125회 | 11월 22일 |                                                                                                 |                               |      |
| 126회 | 11월 29일 | 여고시절 처음으로 만나 시와 음악을 가르쳐 주셨던 어머니처럼 잘 해 주셨던 오영원 은사님를 찾는다 | 가수 윤복희                   |      |
| 127회 | 12월 6일  | 중3 때 음악학원에서 만난 첫사랑 이정현을 찾는다                                                 | 가수&배우 최진영              |      |
| 127회 | 12월 6일  | 6.25 전쟁으로 인한 피난 생활 당시의 첫사랑 우종건을 찾는다                                      | 배우 사미자                   |      |
| 128회 | 12월 13일 | 초등학교 1학년 때 첫사랑이었던 쌍둥이 이선주, 이선영을 찾는다                                   | 가수 이승철                   |      |
| 128회 | 12월 13일 | 여중 시절 1학년 때 좋아했던 은사 김정욱 체육선생님을 찾는다                                     | 배우 박원숙                   |      |
| 129회 | 12월 20일 | 초등학교 5학년 때 첫사랑이었던 이은주을 찾는다                                                  | 배우 안정훈                   |      |
| 129회 | 12월 20일 | 초등학교 3학년 때 담임이자 은사였던 송광순 선생님을 찾는다                                      | 배우 정애리                   |      |
| 130회 | 12월 27일 | 도곡초등학교 재학 시절 본인의 남사친이었던 윤태웅을 찾는다                                      | 배우 박소현                   |      |
| 130회 | 12월 27일 | 어린시절 본인의 마음을 사로잡았던 첫사랑 한수자를 찾는다                                        | 개성상인회 회장 한창수        |      |

### 1997년
| 회차   | 방송일    | 제목 (원제)                                                                                               | 게스트           | 비고 |
| ------ | --------- | --- | ---------------- | ---- |
| 131회  | 1월 3일   | |                  |      |
| 131회  | 1월 3일   | |                  |      |
| 132회  | 1월 10일  | |                  |      |
| 132회  | 1월 10일  | |                  |      |
| 133회  | 1월 17일  | | 가수 임상아      |      |
| 133회  | 1월 17일  | 모친의 치료비를 보탤 수 있게 도와준 의사 민홍기 씨를 찾는다                                               | 가수 송대관      |      |
| 134회  | 1월 24일  | 유치원 시절 친구 송은영을 찾는다                                                                          | 배우 손현주      |      |
| 134회  | 1월 24일  | 초등학교 2학년 때의 잊지 못할 은사님인 이선희 선생님을 찾는다                                             | 배우 전인화      |      |
| 135회  | 1월 31일  | 초등학교 1학년 때 좋아했던 단짠 첫사랑 임충현을 찾는다                                                    | 배우 최지우      |      |
| 135회  | 1월 31일  | |                  |      |
| 설특집 | 2월 7일   | |                  |      |
| 설특집 | 2월 7일   | |                  |      |
| 136회  | 2월 14일  | |                  |      |
| 136회  | 2월 14일  | |                  |      |
| 137회  | 2월 21일  | |                  |      |
| 137회  | 2월 21일  | |                  |      |
| 138회  | 2월 28일  | 초등학교 2학년 때의 첫사랑 이경민을 찾는다                                                                | 배우 강문영      |      |
| 138회  | 2월 28일  | 고등학교 1학년 때의 절친 송기동을 찾는다                                                                  | 지휘자 금난새    |      |
| 139회  | 3월 7일   | 탤런트 시절 때 처음으로 만난 중학생 방은아를 찾는다                                                       | 배우 이영하      |      |
| 139회  | 3월 7일   | 중학교 시절 때 체육을 가르쳐 주셨던 은사 형남진 선생님과 음악을 가르쳐 주셨던 은사 김현양 선생님을 찾는다 | 가수 현숙        |      |
| 140회  | 3월 14일  | |                  |      |
| 140회  | 3월 14일  | |                  |      |
| 141회  | 3월 21일  | 교회를 다니기 시작하면서 친해진 동네 오빠 최우현 씨를 찾는다                                              | 배우 이일화      |      |
| 141회  | 3월 21일  | 초등학교 4학년 때 담임이자 본인과 이름이 똑같은 이만기 선생님을 찾는다                                    | 씨름인 이만기    |      |
| 142회  | 3월 28일  | 초등학교 3학년 때의 첫사랑 유영숙을 찾는다                                                                | 코미디언 김학래  |      |
| 142회  | 3월 28일  | 중학교 2학년 때의 잊지 못할 안병조 교장선생님을 찾는다                                                    | 배우 조용원      |      |
| 143회  | 4월 4일   | 초등학교 3학년 때 첫사랑이었던 김은용을 찾는다                                                            | 가수 임창정      |      |
| 143회  | 4월 4일   | |                  |      |
| 144회  | 4월 11일  | 초등학교 3학년 때 첫사랑이었던 엄혜미를 찾는다                                                            | 벅의 멤버 박성준 |      |
| 144회  | 4월 11일  | 고3 때 절친 이희자를 찾는다                                                                               | 배우 손숙        |      |
| 145회  | 4월 18일  | |                  |      |
| 145회  | 4월 18일  | |                  |      |
| 146회  | 4월 25일  | |                  |      |
| 146회  | 4월 25일  | |                  |      |
| 147회  | 5월 2일   | 초등학교 3학년 때 가장친했던 단짝친구 황혁을 찾는다                                                       | 배우 이정재      |      |
| 147회  | 5월 2일   | |                  |      |
| 148회  | 5월 9일   | 8살 때의 첫사랑 김혁을 찾는다                                                                             | 쿨의 멤버 유리   |      |
| 148회  | 5월 9일   | 중학교 2학년 때의 은사님인 전시균 선생님을 찾는다                                                         | 성우 배한성      |      |
| 149회  | 5월 16일  | |                  |      |
| 149회  | 5월 16일  | |                  |      |
| 150회  | 5월 23일  | |                  |      |
| 150회  | 5월 23일  | |                  |      |
| 151회  | 5월 30일  | 고3 때 싸워서 부상을 당했을 때 본인을 구해 준 고려대 법대생 윤영칠을 찾는다                               | 배우 김보성      |      |
| 151회  | 5월 30일  | |                  |      |
| 152회  | 6월 6일   | |                  |      |
| 152회  | 6월 6일   | |                  |      |
| 153회  | 6월 13일  | 초등학교 시절 첫사랑 김수현을 찾는다                                                                      | 농구인 강동희    |      |
| 153회  | 6월 13일  | 초등학교 1학년 때 자신을 돌바주셨던 담임이자 은사였던 이임구 선생님을 찾는다                              | 배우 염정아      |      |
| 154회  | 6월 20일  | |                  |      |
| 154회  | 6월 20일  | |                  |      |
| 155회  | 6월 27일  | |                  |      |
| 155회  | 6월 27일  | |                  |      |
| 156회  | 7월 4일   | 초등학생 때 첫사랑이었던 이호석을 찾는다                                                                  | 성악가 조수미    |      |
| 157회  | 7월 11일  | 초등학교 6학년 때 본인을 무지하게 괴롭혀댄 여사친 강효민을 찾는다                                         | 코미디언 이윤석  |      |
| 157회  | 7월 11일  | |                  |      |
| 158회  | 7월 18일  | |                  |      |
| 158회  | 7월 18일  | |                  |      |
| 159회  | 7월 25일  | 초등학교 2학년 때의 첫사랑이었던 김근현을 찾는다                                                          | 배우 송윤아      |      |
| 159회  | 7월 25일  | |                  |      |
| 160회  | 8월 1일   | |                  |      |
| 160회  | 8월 1일   | |                  |      |
| 161회  | 8월 8일   | 초등학교 6학년 때 첫사랑이었던 손옥경을 찾는다                                                            | 배우 이상인      |      |
| 162회  | 8월 15일  | 초등학교 6학년 때의 첫사랑이었던 전정식을 찾는다                                                          | 모델 변정수      |      |
| 162회  | 8월 15일  | 6살 때 처음 만난 첫사랑 신혜련을 찾는다                                                                   | 배우 정흥채      |      |
| 163회  | 8월 22일  | |                  |      |
| 163회  | 8월 22일  | |                  |      |
| 164회  | 8월 29일  | |                  |      |
| 164회  | 8월 29일  | |                  |      |
| 165회  | 9월 5일   | | 배우 전원주      |      |
| 166회  | 9월 12일  | |                  |      |
| 166회  | 9월 12일  | |                  |      |
| 167회  | 9월 19일  | 미국 이민 시절 친하게 지냈던 친구 제프 우그르를 찾는다                                                    | 배우 차인표      |      |
| 168회  | 9월 26일  | | 가수 유승준      |      |
| 168회  | 9월 26일  | 배우 조은숙                                                                                               |                  |      |
| 169회  | 10월 3일  | 초등학교 6학년 때의 첫사랑 김영자를 찾는다                                                                | 배우 송경철      |      |
| 169회  | 10월 3일  | 중학교 1학년 때의 잊지 못할 은사님인 황종백 선생님을 찾는다                                               | 가수 길은정      |      |
| 170회  | 10월 10일 | |                  |      |
| 170회  | 10월 10일 | |                  |      |
| 171회  | 10월 17일 | |                  |      |
| 171회  | 10월 17일 | |                  |      |
| 172회  | 10월 24일 | |                  |      |
| 172회  | 10월 24일 | |                  |      |
| 173회  | 10월 31일 | |                  |      |
| 173회  | 10월 31일 | |                  |      |
| 174회  | 11월 7일  | 초등학교 5학년 때의 첫사랑 정현주를 찾는다                                                                | 지누션의 멤버 션 |      |
| 174회  | 11월 7일  | 서울로 이사온 이후 좋아했던 남사친 문태오를 찾는다                                                        | 배우 김해숙      |      |
| 175회  | 11월 14일 | 고등학생 때 소개팅을 통해 만난 정승조를 찾는다                                                            | 배우 황수정      |      |
| 175회  | 11월 14일 | 중학생 때 한눈에 반한 우관혜 선생님을 찾는다                                                              | 배우 선동혁      |      |
| 176회  | 11월 21일 | 초등학교 2학년 때의 첫사랑 이지영을 찾는다                                                                | 야구인 양준혁    |      |
| 176회  | 11월 21일 | 본인에게 세레나라는 예명을 선물해 준 홍광덕 씨를 찾는다                                                   | 가수 김세레나    |      |
| 177회  | 11월 28일 | |                  |      |
| 177회  | 11월 28일 | |                  |      |
| 178회  | 12월 5일  | |                  |      |
| 178회  | 12월 5일  | |                  |      |
| 179회  | 12월 12일 | |                  |      |
| 179회  | 12월 12일 | |                  |      |
| 180회  | 12월 19일 | 어린 시절 좋아했던 첫사랑 김숙자 씨를 찾는다                                                              | 박사 황수관      |      |
| 181회  | 12월 26일 | 중학교 시절 때 좋아했던 짝사랑 허정환을 찾는다                                                            | 배우 박선영      |      |
| 181회  | 12월 26일 | 초등학교 5학년 때의 첫사랑 전태분을 찾는다                                                                | 배우 명계남      |      |

### 1998년
| 회차  | 방송일    | 제목 (원제)                                                               | 게스트                  | 비고 |
| ----- | --------- | ------------------------------------------------------------------------- | ----------------------- | ---- |
| 182회 | 1월 2일   |                                                                           |                         |      |
| 182회 | 1월 2일   |                                                                           |                         |      |
| 183회 | 1월 9일   |                                                                           |                         |      |
| 183회 | 1월 9일   |                                                                           |                         |      |
| 184회 | 1월 16일  |                                                                           |                         |      |
| 184회 | 1월 16일  |                                                                           |                         |      |
| 185회 | 1월 23일  |                                                                           |                         |      |
| 185회 | 1월 23일  |                                                                           |                         |      |
| 186회 | 2월 6일   | 초등학교 2학년 때 좋아했던 첫사랑 이윤선 씨를 찾는다                      | 배우 이세창             |      |
| 186회 | 2월 6일   | 유치원 시절 정말 좋아했던 첫사랑 주성진 씨를 찾는다                       | 배우 김현주             |      |
| 187회 | 2월 13일  |                                                                           |                         |      |
| 187회 | 2월 13일  |                                                                           |                         |      |
| 188회 | 2일 20일  | 학창시절 때 다방에서 만난 좋아했던 누나 김정임 씨를 찾는다                | 성악가 김동규           |      |
| 188회 | 2일 20일  | 어린시절 때 좋아했던 하숙집 아저씨 김한수 씨를 찾는다                     | 배우 김자옥             |      |
| 189회 | 2월 27일  |                                                                           |                         |      |
| 189회 | 2월 27일  |                                                                           |                         |      |
| 190회 | 3월 6일   | 중학교 2학년 때의 첫사랑 김성준을 찾는다                                  | 방송인 황현정           |      |
| 190회 | 3월 6일   | 초등학교 5학년 때의 첫사랑 김명실을 찾는다                                | 배우 박남현             |      |
| 191회 | 3월 13일  |                                                                           |                         |      |
| 191회 | 3월 13일  | 고등학교 2학년 때의 담임 김일수 선생님을 찾는다                           | 가수 김종서             |      |
| 192회 | 3월 20일  |                                                                           |                         |      |
| 192회 | 3월 20일  |                                                                           |                         |      |
| 193회 | 3월 27일  |                                                                           |                         |      |
| 193회 | 3월 27일  |                                                                           |                         |      |
| 194회 | 4월 3일   | 대학교 시절 2학년 때 도서관에서 만난 법대생 민성원, 김정태 씨를 찾는다    | 배우 김혜수             |      |
| 195회 | 4월 10일  |                                                                           |                         |      |
| 195회 | 4월 10일  |                                                                           |                         |      |
| 196회 | 4월 17일  | 군복무 시절 한 여자를 사이에 두고 경쟁했던 군대 시절 친구 임권일을 찾는다 | 배우 양택조             |      |
| 197회 | 4월 24일  | 전이경의 은반위의 왕자님이었던 이만희 씨를 찾는다                         | 쇼트트랙 선수 전이경    |      |
| 197회 | 4월 24일  | 엄용수의 가난속의 사랑이었던 송선일 선생님를 찾는다                       | 코미디언 엄용수         |      |
| 198회 | 5월 1일   |                                                                           |                         |      |
| 198회 | 5월 1일   |                                                                           |                         |      |
| 199회 | 5월 8일   |                                                                           |                         |      |
| 199회 | 5월 8일   |                                                                           |                         |      |
| 200회 | 5월 15일  |                                                                           |                         |      |
| 200회 | 5월 15일  |                                                                           |                         |      |
| 201회 | 5월 22일  | 이민 시절 한국의 처음으로 만난 친언니 같은 은인 최유진 씨를 찾는다        | 방송인 이다도시         |      |
| 201회 | 5월 22일  | 초등학교 6학년 때 좋아했던 첫사랑 최윤정 씨를 찾는다                      | 농구선수 허재           |      |
| 202회 | 5월 29일  |                                                                           |                         |      |
| 202회 | 5월 29일  |                                                                           |                         |      |
| 203회 | 6월 5일   |                                                                           | 개그맨 남희석           |      |
| 203회 | 6월 5일   | 배우 정경순                                                               |                         |      |
| 204회 | 6월 12일  |                                                                           | 배우 정찬               |      |
| 204회 | 6월 12일  | 어린시절 때 판소리를 배우고 처음으로 만난 윤옥진 언니를 찾는다            | 국악인 신영희           |      |
| 205회 | 6월 19일  | 초등학 1학년 때 상처를 안겨준 남사친 조재훈을 찾는다                      | 모델 홍진경             |      |
| 205회 | 6월 19일  | 전쟁터에서 헤어진 첫사랑 이인옥을 찾는다                                  | 배우 최무룡             |      |
| 206회 | 6월 26일  |                                                                           |                         |      |
| 206회 | 6월 26일  |                                                                           |                         |      |
| 207회 | 7월 3일   |                                                                           |                         |      |
| 207회 | 7월 3일   |                                                                           |                         |      |
| 208회 | 7월 10일  |                                                                           | 가수 남궁옥분           |      |
| 208회 | 7월 10일  | 개그맨 배동성                                                             |                         |      |
| 209회 | 7월 17일  | 초등학교 5학년 때 짝사랑했던 김성미를 찾는다                              | 가수 이지훈             |      |
| 209회 | 7월 17일  | 재수생 시절 본인에게 큰 힘이 되어주었던 언니 권혜리를 찾는다              | 배우 송윤아             |      |
| 210회 | 7월 24일  | 초등학교 4학년 때 내 마음 속에 좋아했던 두친구 오승희, 전미령 씨를 찾는다 | 개그맨 김한석           |      |
| 210회 | 7월 24일  | 어린 시절 친하게 지냈던 단짝친구 남혜련 씨를 찾는다                       | 배우 박원숙             |      |
| 211회 | 7월 31일  |                                                                           |                         |      |
| 211회 | 7월 31일  |                                                                           |                         |      |
| 212회 | 8월 7일   |                                                                           |                         |      |
| 212회 | 8월 7일   | 초등학교 4학년 때 본인을 축구의 길로 인도해 준 윤관호 선생님을 찾는다     | 축구인 김병지           |      |
| 213회 | 8월 14일  |                                                                           | 바이올리니스트 김지연   |      |
| 213회 | 8월 14일  | 말썽꾸러기였던 초등학생 시절 은사였던 김경숙 선생님를 찾는다              | 배우 차승원             |      |
| 214회 | 8월 21일  |                                                                           |                         |      |
| 214회 | 8월 21일  |                                                                           |                         |      |
| 215회 | 8월 28일  |                                                                           |                         |      |
| 215회 | 8월 28일  |                                                                           |                         |      |
| 216회 | 9월 4일   |                                                                           |                         |      |
| 216회 | 9월 4일   | 중3 때 잊지 못할 은사님인 정순자 선생님을 찾는다                          | 젝스키스의 멤버 은지원  |      |
| 217회 | 9월 11일  | 고등학생 시절 잊지 못할 첫사랑 선기호를 찾는다                            | 배우 장진영             |      |
| 217회 | 9월 11일  | 중학교 3학년 때 첫사랑 김지은을 찾는다                                    | 가수 김창열             |      |
| 218회 | 9월 18일  | 중학교 3학년 때의 첫사랑 이미영을 찾는다                                  | 축구인 안정환           |      |
| 218회 | 9월 18일  | 어릴 적 절친이었던 최묘자 씨를 찾는다                                     | 배우 사미자             |      |
| 219회 | 9월 25일  | 고3 시절 첫사랑 김미경을 찾는다                                           | 배우 이창훈             |      |
| 219회 | 9월 25일  | 초등학교 6학년 때의 첫사랑 이한호를 찾는다                                | 배우 방은희             |      |
| 220회 | 10월 2일  | 초등학교 4학년 때의 첫사랑 김태현을 찾는다                                | 배우 명세빈             |      |
| 220회 | 10월 2일  | 군복무 시절 잊지 못할 중대장 송재정 중령을 찾는다                         | 코미디언 오재미         |      |
| 221회 | 10월 9일  |                                                                           |                         |      |
| 221회 | 10월 9일  |                                                                           |                         |      |
| 222회 | 10월 30일 | 초등학교 6학년 때의 첫사랑 강기원을 찾는다                                | 배우 염정아             |      |
| 222회 | 10월 30일 | 초등학교 6학년 때의 첫사랑 이화정을 찾는다                                | 코미디언 서경석         |      |
| 223회 | 11월 6일  |                                                                           |                         |      |
| 223회 | 11월 6일  |                                                                           |                         |      |
| 224회 | 11월 13일 | 중학교 1학년 때의 첫사랑 구현모를 찾는다                                  | 배우 유하영             |      |
| 224회 | 11월 13일 | 초등학교 5학년 때의 담임선생님 고옥 선생님을 찾는다                       | 배우 이훈               |      |
| 225회 | 11월 20일 | 초등학교 시절 때 첫사랑이었던 유명균을 찾는다                             | 컨츄리 꼬꼬 멤버 탁재훈 |      |
| 225회 | 11월 20일 |                                                                           |                         |      |
| 226회 | 11월 27일 | 초등학교 4학년 때의 첫사랑 조소현을 찾는다                                | 야구인 정민태           |      |
| 226회 | 11월 27일 | 초등학교 6학년 때의 은사 백광운 선생님을 찾는다                           | 배우 이선정             |      |
| 227회 | 12월 4일  |                                                                           |                         |      |
| 227회 | 12월 4일  |                                                                           |                         |      |
| 228회 | 12월 11일 | 개구쟁이였던 초등학생 시절 은사였던 이종순 선생님을 찾는다                | 정치인 김종필           |      |
| 229회 | 12월 18일 |                                                                           |                         |      |
| 229회 | 12월 18일 |                                                                           |                         |      |
| 230회 | 12월 25일 |                                                                           |                         |      |
| 230회 | 12월 25일 | 초등학교 6학년 때 첫사랑 천수지를 찾는다                                  | 가수 김원준             |      |

### 1999년
| 회차     | 방송일    | 제목 (원제)                                                                                            | 게스트                      | 비고 |
| -------- | --------- | --- | --------------------------- | ---- |
| 231회    | 1월 1일   | |                             |      |
| 231회    | 1월 1일   | |                             |      |
| 232회    | 1월 8일   | 초등학교 5학년 시절 때 좋아했던 첫사랑 정유진을 찾는다                                                 | 그룹 터보 멤버 김종국       |      |
| 232회    | 1월 8일   | 대학교 1학년 때 첫사랑 구창완 선생님을 찾는다                                                          | 前 아나운서 정미홍          |      |
| 233회    | 1월 15일  | 초등학교 1학년 때 좋아했던 짝 추용식 씨를 만나다                                                       | 前 아나운서 황수경          |      |
| 233회    | 1월 15일  | 초등학교 시절 음악적 재능을 처음으로 찾아주신 초등학교 이숙원 선생님을 찾는다                          | 가수 조영남                 |      |
| 234회    | 1월 22일  | 연기의 꿈을 심어주신 매니저 조실장님을 찾는다                                                          | 배우 김원희                 |      |
| 234회    | 1월 22일  | 초등학교 3학년 때 본인의 각별한 절친이었던 서경주를 찾는다                                             | 가수 유열                   |      |
| 235회    | 1월 29일  | 초등학교 6학년 때의 첫사랑 정란을 찾는다                                                               | 야구인 박재홍               |      |
| 235회    | 1월 29일  | |                             |      |
| 236회    | 2월 5일   | |                             |      |
| 236회    | 2월 5일   | |                             |      |
| 237회    | 2월 12일  | |                             |      |
| 237회    | 2월 12일  | |                             |      |
| 238회    | 2월 19일  | 초등학교 3학년 때의 첫사랑 이정윤을 찾는다                                                             | 가수 김태욱                 |      |
| 238회    | 2월 19일  | 화교학교 학생 시절 절친 왕이분을 찾는다                                                                | 가수 주현미                 |      |
| 239회    | 2월 26일  | | 배우 이계인                 |      |
| 240회    | 3월 5일   | |                             |      |
| 240회    | 3월 5일   | |                             |      |
| 241회    | 3월 12일  | |                             |      |
| 241회    | 3월 12일  | |                             |      |
| 242회    | 3월 19일  | 초등학교 3학년 때 첫사랑이었던 남사친 이상훈 씨를 찾는다                                               | 배우 김소연                 |      |
| 242회    | 3월 19일  | 초등학교 3학년 때의 은사님인 김종원 선생님을 찾는다                                                    | 그룹 녹색지대 멤버 곽창선   |      |
| 243회    | 3월 26일  | 초등학교 6학년 때 좋아했던 친구 주현석 씨를 찾는다                                                     | 가수 김현정                 |      |
| 243회    | 3월 26일  | 아역 시절 KBS 어린이 합창단에서 처음으로 만난 누나 이환희 씨를 찾는다                                  | 배우 이민우                 |      |
| 244회    | 4월 2일   | |                             |      |
| 244회    | 4월 2일   | |                             |      |
| 245회    | 4월 9일   | | 배우 강성연                 |      |
| 245회    | 4월 9일   | 김지현은 중2 때 담임선생님인 차상회 선생님을 찾고, 이상민은 초등학교 2학년 때의 첫사랑 김문경을 찾는다 | 룰라의 멤버 김지현과 이상민 |      |
| 246회    | 4월 16일  | 초등학교 1학년 때 첫사랑이었던 김세원을 찾는다                                                         | 배우 김정은                 |      |
| 246회    | 4월 16일  | 초등학교 5학년 때 담임이자 은사였던 유문상 선생님을 찾는다                                             | 방송인 자니 윤              |      |
| 247회    | 4월 23일  | |                             |      |
| 247회    | 4월 23일  | |                             |      |
| 248회    | 4월 30일  | 유치원 때 본인을 좋아했던 친구 윤진희를 찾는다                                                         | 배우 정준                   |      |
| 248회    | 4월 30일  | 초등학교 6학년 때 본인을 따뜻하게 대해주었던 최운희 선생님을 찾는다                                    | 배우 김청                   |      |
| 249회    | 5월 7일   | 고등학교 시절 1학년 때 진짜 좋아했던 첫사랑 조상구 씨를 찾는다                                         | 개그우먼 박수림             |      |
| 249회    | 5월 7일   | 학창 시절 하숙을 배플어 주신 어머니 같은 주인집 아주머니 최영순 씨를 찾는다                            | 가수 태진아                 |      |
| 250회    | 5월 14일  | |                             |      |
| 250회    | 5월 14일  | 대학교 1학년 때 짝사랑했던 오빠 이경호 씨를 찾는다                                                     | 배우 전혜진                 |      |
| 251회    | 5월 21일  | 대학교 1학년 때의 첫사랑 황미영을 찾는다                                                               | 방송인 홍석천               |      |
| 251회    | 5월 21일  | 고등학교 2학년 때 본인에게 큰 힘이 되어 준 이병만 선생님을 찾는다                                      | 배우 김정난                 |      |
| 252회    | 5월 28일  | |                             |      |
| 252회    | 5월 28일  | |                             |      |
| 253회    | 6월 4일   | |                             |      |
| 253회    | 6월 4일   | |                             |      |
| 254회    | 6월 11일  | |                             |      |
| 254회    | 6월 11일  | |                             |      |
| 255회    | 6월 18일  | 어린 시절 내 마음 속에 내 입술을 훔치는 좋아했던 첫사랑 이정은 씨를 찾는다                             | 개그맨 이휘재               |      |
| 256회    | 6월 25일  | 초등학교 4학년 때의 첫사랑 한자희를 찾는다                                                             | 개그우먼 송은이             |      |
| 256회    | 6월 25일  | 중1 때 본인이 좋아했던 미술 담당 최희정 선생님을 찾는다                                                | 가수 이승철                 |      |
| 257회    | 7월 2일   | |                             |      |
| 257회    | 7월 2일   | |                             |      |
| 258회    | 7월 9일   | 미국 이민 시절 자랑스러운 제자를 가르쳐 주셨던 은사 쥴리윤 선생님을 찾는다                             | 가수 유승준                 |      |
| 259회    | 7월 16일  | 초등학교 5학년 때의 첫사랑 박형준을 찾는다                                                             | 배우 임채원                 |      |
| 259회    | 7월 16일  | 고등학교 1학년 때의 첫사랑 박명자를 찾는다                                                             | 배우 김성겸                 |      |
| 260회    | 7월 23일  | 이나영의 짝꿍 김태규를 찾는다                                                                          | 배우 이나영                 |      |
| 260회    | 7월 23일  | 가수 김흥국의 짝사랑이었던 김희경 씨를 찾는다                                                          | 가수 김흥국                 |      |
| 261회    | 7월 30일  | |                             |      |
| 261회    | 7월 30일  | |                             |      |
| 262회    | 8월 6일   | 초등학교 6학년 때 첫사랑이었던 이동훈을 찾는다                                                         | 배우 최강희                 |      |
| 262회    | 8월 6일   | |                             |      |
| 263회    | 8월 13일  | |                             |      |
| 263회    | 8월 13일  | |                             |      |
| 264회    | 8월 20일  | |                             |      |
| 264회    | 8월 20일  | |                             |      |
| 265회    | 8월 27일  | 초등학교 6학년 때의 첫사랑 임동희를 찾는다                                                             | 베이비복스의 前 멤버 김이지 |      |
| 265회    | 8월 27일  | 군복무 시절 생명의 은인과도 같았던 이광수 대령을 찾는다                                                | 코미디언 임희춘             |      |
| 266회    | 9월 3일   | 초등학교 시절 그의 마음을 한 눈에 빼앗아 버린 첫사랑 원세연 씨를 찾는다                                | 개그맨 유재석               |      |
| 266회    | 9월 3일   | 초등학교 3학년 때 본인을 못살게 군 친구 조성호를 찾는다                                                | 농구선수 정은순             |      |
| 267회    | 9월 10일  | |                             |      |
| 267회    | 9월 10일  | |                             |      |
| 268회    | 9월 17일  | |                             |      |
| 268회    | 9월 17일  | |                             |      |
| 추석특집 | 9월 24일  | |                             |      |
| 추석특집 | 9월 24일  | |                             |      |
| 269회    | 10월 1일  | |                             |      |
| 269회    | 10월 1일  | |                             |      |
| 270회    | 10월 8일  | | 가수 노사연                 |      |
| 270회    | 10월 8일  | 개그맨 윤정수                                                                                          |                             |      |
| 271회    | 10월 15일 | 초등학교 4학년 때의 첫사랑 김민희를 찾는다                                                             | Y2K의 멤버 고재근           |      |
| 271회    | 10월 15일 | 초등학교 2학년 때의 담임선생님 박혜숙 선생님을 찾는다                                                  | 배우 이보희                 |      |
| 272회    | 10월 22일 | |                             |      |
| 272회    | 10월 22일 | |                             |      |
| 273회    | 10월 29일 | 초등학교 시절 6학년 때 내 마음 속에 좋아했던 첫사랑 유수정 씨를 찾는다                                 | 배우 차태현                 |      |
| 274회    | 11월 5일  | |                             |      |
| 274회    | 11월 5일  | |                             |      |
| 275회    | 11월 12일 | |                             |      |
| 275회    | 11월 12일 | |                             |      |
| 276회    | 11월 19일 | 중학교 3학년 때 첫사랑이었던 전혜원 씨를 찾는다                                                        | 배우 박용우                 |      |
| 277회    | 11월 26일 | 중학교 2학년 때 첫사랑이었던 이혜숙 씨를 찾는다                                                        | 코미디언 이주일             |      |
| 278회    | 12월 3일  | |                             |      |
| 278회    | 12월 3일  | |                             |      |
| 279회    | 12월 10일 | |                             |      |
| 279회    | 12월 10일 | |                             |      |
| 280회    | 12월 17일 | |                             |      |
| 280회    | 12월 17일 | |                             |      |
| 281회    | 12월 24일 | |                             |      |
| 281회    | 12월 24일 | |                             |      |
| 연말특집 | 12월 31일 | |                             |      |
| 연말특집 | 12월 31일 | |                             |      |

### 2000년
| 회차  | 방송일    | 제목 (원제)                                                            | 게스트                        | 비고 |
| ----- | --------- | ---------------------------------------------------------------------- | ----------------------------- | ---- |
| 282회 | 1월 7일   | 초등학교 6학년 시절 때 친하게 지냈던 죽마고우 단짝친구 하영덕을 찾는다 | 개그맨 이경규                 |      |
| 283회 | 1월 14일  | 초등학교 6학년 때 첫사랑이었던 김성환을 찾는다                         | 그룹 S.E.S. 멤버 유수영       |      |
| 283회 | 1월 14일  | 초등학교 1학년 때 첫사랑이었던 이용호를 찾는다                         | 그룹 S.E.S. 멤버 바다         |      |
| 283회 | 1월 14일  | 초등학교 3학년 때 첫사랑이었던 노길범을 찾는다                         | 그룹 S.E.S. 멤버 유진         |      |
| 284회 | 1월 21일  | 초등학교 6학년 때 첫사랑 김선을 찾는다                                 | 그룹 god 멤버 데니 안         |      |
| 284회 | 1월 21일  | 초등학교 1학년 때 첫사랑 원은영을 찾는다                               | 개그맨 김영철                 |      |
| 285회 | 1월 28일  |                                                                        |                               |      |
| 285회 | 1월 28일  | 초등학교 5학년 때의 첫사랑 정인숙을 찾는다                             | YB의 멤버 윤도현              |      |
| 286회 | 2월 4일   | 미국에서 살던 시절 친하게 지냈던 아는 형 전영남을 찾는다               | 가수 송대관                   |      |
| 286회 | 2월 4일   | 본인이 가수가 되는데 많은 도움을 준 친구 신동환을 찾는다               | 가수 김부자                   |      |
| 287회 | 2월 11일  | 초등학교 1학년 때 내 마음 속에 좋아했던 첫사랑 김인숙 씨를 찾는다      | 가수 조성모                   |      |
| 288회 | 2월 18일  | 초등학교 2학년 때 음악을 가르쳐 주셨던 은사 장영철 선생님을 찾는다     | 코요태 멤버 신지              |      |
| 288회 | 2월 18일  | 고등학교 2학년 때 첫사랑이었던 이경미를 찾는다                         | 가수 장호일                   |      |
| 289회 | 2월 25일  | 중학교 3학년 때의 잊지 못할 은사님인 이종억 선생님을 찾는다            | 배우 장항선                   |      |
| 298회 | 5월 1일   | 잊지 못할 은사님 박영우 선생님을 찾는다                                | 배우 김영철                   |      |
| 299회 | 5월 8일   | 초등학교 6학년 때의 첫사랑 배수웅을 찾는다                             | 가수 백지영                   |      |
| 299회 | 5월 8일   |                                                                        |                               |      |
| 300회 | 5월 15일  |                                                                        |                               |      |
| 300회 | 5월 15일  |                                                                        |                               |      |
| 301회 | 5월 22일  | 이사오자마자 만난 첫사랑 남민우를 찾는다                               | 베이비복스의 멤버 간미연      |      |
| 301회 | 5월 22일  | 초등학교 6학년 때 첫사랑이었던 김애라를 찾는다                         | 플라이 투 더 스카이 멤버 환희 |      |
| 302회 | 5월 29일  |                                                                        |                               |      |
| 302회 | 5월 29일  |                                                                        |                               |      |
| 303회 | 6월 5일   |                                                                        | 배우 이범수                   |      |
| 303회 | 6월 5일   | 방송인 이매리                                                          |                               |      |
| 304회 | 6월 12일  |                                                                        |                               |      |
| 304회 | 6월 12일  |                                                                        |                               |      |
| 305회 | 6월 19일  | 초등학교 6학년 때 첫사랑이었던 오승훈을 찾는다                         | 배우 하지원                   |      |
| 305회 | 6월 19일  | 초등학교 3학년 때의 첫사랑 이혜자를 찾는다                             | 배우 윤기원                   |      |
| 306회 | 6월 26일  |                                                                        | 코미디언 서세원               |      |
| 307회 | 7월 3일   | 초등학교 3학년 때 첫사랑이었던 이경진을 찾는다                         | 프로레슬러 (故)이왕표         |      |
| 307회 | 7월 3일   | 유학 시절 본인을 따뜻한 마음으로 인도해주셨던 박용식 신부님을 찾는다   | 가수 제이                     |      |
| 308회 | 7월 10일  |                                                                        |                               |      |
| 308회 | 7월 10일  |                                                                        |                               |      |
| 309회 | 7월 17일  | 초등학교 시절 때 첫사랑이었던 김윤희를 찾는다                          | 그룹 신화 멤버 에릭           |      |
| 309회 | 7월 17일  | 초등학교 5학년 때 담임이었던 박혜영 선생님을 찾는다                    | 그룹 신화 멤버 김동완         |      |
| 309회 | 7월 17일  | 초등학교 6학년 시절 때 첫사랑이었던 정지예를 찾는다                    | 그룹 신화 멤버 신혜성         |      |
| 310회 | 7월 24일  |                                                                        |                               |      |
| 310회 | 7월 24일  |                                                                        |                               |      |
| 311회 | 8월 6일   | 유치원 때의 첫사랑 김승재를 찾는다                                     | 개그우먼 김지혜               |      |
| 311회 | 8월 6일   | 본인에게 승려의 길을 걸을 수 있게 도와 준 경찰 정영표 씨를 찾는다      | 삼중스님                      |      |
| 312회 | 8월 13일  |                                                                        |                               |      |
| 312회 | 8월 13일  |                                                                        |                               |      |
| 313회 | 8월 20일  |                                                                        |                               |      |
| 313회 | 8월 20일  |                                                                        |                               |      |
| 314회 | 8월 27일  |                                                                        |                               |      |
| 314회 | 8월 27일  |                                                                        |                               |      |
| 315회 | 9월 3일   |                                                                        |                               |      |
| 315회 | 9월 3일   |                                                                        |                               |      |
| 316회 | 9월 10일  | 초등학교 6학년 때의 첫사랑 정경미를 찾는다                             | 태사자의 멤버 김영민          |      |
| 316회 | 9월 10일  | 중학교 2학년 때의 첫사랑 신지원을 찾는다                               | 태사자의 멤버 김형준          |      |
| 317회 | 9월 17일  | 13살 때의 첫사랑 세바스티앙 메낭데스를 찾는다                          | 방송인 이다도시               |      |
| 319회 | 10월 15일 | 초등학교 6학년 때 첫사랑 김혜숙을 찾는다                               | 배우 박상면                   |      |
| 319회 | 10월 15일 | 고3 때의 첫사랑 한영세를 찾는다                                        | 배우 한혜숙                   |      |
| 320회 | 10월 22일 | 초등학교 6학년 때 첫사랑이었던 김수진을 찾는다                         | 코미디언 지상렬               |      |
| 320회 | 10월 22일 | 중학교 1학년 때의 은사님인 권건원 선생님을 찾는다                      | 코미디언 염경환               |      |
| 321회 | 10월 29일 | 초등학교 5학년 때의 첫사랑 이동오를 찾는다                             | 클레오의 멤버 한현정          |      |
| 321회 | 10월 29일 | 초등학교 3학년 때 담임이자 은사였던 김춘지 선생님을 찾는다             | 코미디언 심형래               |      |
| 322회 | 11월 5일  |                                                                        | 배우 이현경                   |      |
| 322회 | 11월 5일  | 초등학교 6학년 때의 첫사랑 김정희를 찾는다                             | 레슬링선수 심권호             |      |
| 323회 | 11월 12일 | 초등학교 1학년 때의 첫사랑 노민규를 찾는다                             | 가수 소찬휘                   |      |
| 323회 | 11월 12일 | 초등학교 2학년 때의 첫사랑 김재란을 찾는다                             | 배우 김정균                   |      |
| 324회 | 11월 19일 | 고3 시절 첫사랑 한희진을 찾는다                                        | 코미디언 이병진               |      |
| 324회 | 11월 19일 | 중1 때의 첫사랑 임해웅을 찾는다                                        | 방송인 조향기                 |      |
| 325회 | 11월 26일 | 초등학교 6학년 때의 첫사랑 공의택을 찾는다                             | 개그우먼 김경희               |      |
| 325회 | 11월 26일 | 대학교 2학년 때의 첫사랑 유경순을 찾는다                               | 뮤지컬 배우 남경주            |      |
| 326회 | 12월 3일  |                                                                        |                               |      |
| 326회 | 12월 3일  |                                                                        |                               |      |
| 327회 | 12월 10일 | 중학교 시절 때 첫사랑이었던 박선영을 찾는다                            | 개그맨 김한석                 |      |
| 327회 | 12월 10일 | 초등학교 시절 때 아련한 첫사랑이었던 이규항을 찾는다                   | 배우 박은혜                   |      |
| 328회 | 12월 17일 |                                                                        |                               |      |
| 328회 | 12월 17일 |                                                                        |                               |      |
| 329회 | 12월 24일 |                                                                        |                               |      |
| 329회 | 12월 24일 |                                                                        |                               |      |
| 330회 | 12월 31일 | 초등학교 6학년 때 좋아했던 2년 후배 차민선을 찾는다                    | H.O.T.의 멤버 장우혁          |      |
| 330회 | 12월 31일 |                                                                        |                               |      |

### 2001년
| 회차     | 방송일    | 제목 (원제) | 게스트                      | 비고 |
| -------- | --------- | --- | --------------------------- | ---- |
| 331회    | 1월 7일   | |                             |      |
| 331회    | 1월 7일   | |                             |      |
| 332회    | 1월 14일  | 초등학교 4학년 때 첫사랑 이하나을 찾는다                                                                                        | 코요태 멤버 김종민          |      |
| 332회    | 1월 14일  | 중2 때의 잊지 못할 은사님인 이중재 국어선생님을 찾는다                                                                          | 배우 이승신                 |      |
| 333회    | 1월 21일  | |                             |      |
| 333회    | 1월 21일  | |                             |      |
| 334회    | 1월 28일  | 고등학교 시절 때 친하게 지냈던 친구 서득원을 찾는다                                                                             | 배우 이일웅                 |      |
| 335회    | 2월 4일   | |                             |      |
| 335회    | 2월 4일   | |                             |      |
| 336회    | 2월 11일  | 초등학교 6학년 때의 첫사랑 박정현을 찾는다                                                                                      | 배우 박광현                 |      |
| 336회    | 2월 11일  | 고등학교 2학년 때의 첫사랑 김현섭을 찾는다                                                                                      | 배우 전미선                 |      |
| 337회    | 2월 18일  | 초등학교 3학년 때의 첫사랑 구정회를 찾는다                                                                                      | 가수 원미연                 |      |
| 337회    | 2월 18일  | 중학교 3학년 때의 첫사랑 허영미를 찾는다                                                                                        | 코미디언 김준호             |      |
| 338회    | 2월 25일  | |                             |      |
| 338회    | 2월 25일  | |                             |      |
| 339회    | 3월 4일   | |                             |      |
| 339회    | 3월 4일   | |                             |      |
| 340회    | 3월 11일  | |                             |      |
| 340회    | 3월 11일  | |                             |      |
| 341회    | 3월 18일  | 데뷔 초기 쿵푸를 배우던 때 쿵푸 사부였던 홍문탁 사부를 찾는다                                                                   | 가수 전영록                 |      |
| 341회    | 3월 18일  | 중1 때의 첫사랑이었던 담임선생님 유광수 선생님을 찾는다                                                                         | 가수 방미                   |      |
| 342회    | 3월 25일  | |                             |      |
| 342회    | 3월 25일  | |                             |      |
| 343회    | 4월 1일   | |                             |      |
| 343회    | 4월 1일   | |                             |      |
| 344회    | 4월 8일   | |                             |      |
| 344회    | 4월 8일   | |                             |      |
| 345회    | 4월 15일  | 중학교 3학년 때 본인의 짝사랑이었던 남사친 최병식을 찾는다                                                                      | 배우 김지숙                 |      |
| 345회    | 4월 15일  | 초등학교 3학년 때 본인이 좋아했던 여사친 김희재를 찾는다                                                                        | 가수 싸이                   |      |
| 346회    | 4월 22일  | 유머 감각이 많으셨던 은사 김영주 선생님을 찾는다                                                                                | 배우 장정희                 |      |
| 346회    | 4월 22일  | 초등학교 5학년 때 본인을 좋아했던 친구 김경인을 찾는다                                                                          | 아이돌 클릭비의 강후        |      |
| 347회    | 4월 29일  | |                             |      |
| 347회    | 4월 29일  | |                             |      |
| 348회    | 5월 6일   | |                             |      |
| 348회    | 5월 6일   | |                             |      |
| 349회    | 5월 13일  | |                             |      |
| 349회    | 5월 13일  | |                             |      |
| 350회    | 5월 20일  | |                             |      |
| 350회    | 5월 20일  | |                             |      |
| 351회    | 5월 27일  | |                             |      |
| 351회    | 5월 27일  | 초등학교 4학년 때의 잊지 못할 은사님인 조명채 선생님을 찾는다                                                                   | 배우 한고은                 |      |
| 352회    | 6월 3일   | |                             |      |
| 352회    | 6월 3일   | |                             |      |
| 353회    | 6월 10일  | |                             |      |
| 353회    | 6월 10일  | |                             |      |
| 354회    | 6월 17일  | |                             |      |
| 354회    | 6월 17일  | |                             |      |
| 355회    | 6월 24일  | |                             |      |
| 355회    | 6월 24일  | |                             |      |
| 356회    | 7월 1일   | 중3 때의 첫사랑 서민호를 찾는다                                                                                                 | 배우 김채연(現 김성경)      |      |
| 356회    | 7월 1일   | 초등학교 6학년 때의 첫사랑 윤종현을 찾는다                                                                                      | 배우 윤철형                 |      |
| 357회    | 7월 8일   | |                             |      |
| 357회    | 7월 8일   | |                             |      |
| 358회    | 7월 15일  | 어린 시절 때 교회에서 만난 좋아했던 오빠 이우주를 찾는다                                                                        | 그룹 베이비복스 멤버 심은진 |      |
| 359회    | 7월 22일  | | 젝스키스의 멤버 강성훈      |      |
| 359회    | 7월 22일  | 초등학교 5학년 때 학원에서 한눈에 반한 엄순종 선생님을 찾는다                                                                   | 배우 정선경                 |      |
| 360회    | 7월 29일  | |                             |      |
| 360회    | 7월 29일  | |                             |      |
| 361회    | 8월 5일   | 초등학교 2학년 때의 첫사랑 박성민을 찾는다                                                                                      | 배우 장윤정                 |      |
| 361회    | 8월 5일   | 병원 입원 때 한눈에 반한 간호사 임은희를 찾는다                                                                                 | 배우 정흥채                 |      |
| 362회    | 8월 12일  | |                             |      |
| 362회    | 8월 12일  | |                             |      |
| 363회    | 8월 19일  | 초등학교 6학년 때의 잊지 못할 은사님인 김수동 선생님을 찾는다                                                                   | 코미디언 김영철             |      |
| 363회    | 8월 19일  | 초등학교 3학년 때의 첫사랑 최용준을 찾는다                                                                                      | 탁구인 현정화               |      |
| 364회    | 8월 26일  | |                             |      |
| 364회    | 8월 26일  | |                             |      |
| 365회    | 9월 2일   | |                             |      |
| 365회    | 9월 2일   | |                             |      |
| 366회    | 9월 9일   | |                             |      |
| 366회    | 9월 9일   | |                             |      |
| 367회    | 9월 16일  | 초등학교 4학년 때의 첫사랑 이일수를 찾는다                                                                                      | 그룹 클레오의 멤버 김하나   |      |
| 367회    | 9월 16일  | 초등학교 6학년 때의 단짝친구 이화용을 찾는다                                                                                    | 배우 성동일                 |      |
| 368회    | 9월 23일  | |                             |      |
| 368회    | 9월 23일  | |                             |      |
| 369회    | 9월 30일  | 어린 시절 때 첫사랑이었던 심혜연을 찾는다                                                                                       | 그룹 신화 멤버 전진         |      |
| 369회    | 9월 30일  | 고등학교 시절 때 첫사랑이었던 유은미를 찾는다                                                                                   | 그룹 신화 멤버 이민우       |      |
| 370회    | 10월 7일  | |                             |      |
| 370회    | 10월 7일  | |                             |      |
| 371회    | 10월 14일 | |                             |      |
| 371회    | 10월 14일 | |                             |      |
| 372회    | 10월 21일 | 초등학교 6학년 때의 첫사랑 성기환을 찾는다                                                                                      | 가수 최연제                 |      |
| 372회    | 10월 21일 | 중학교 3학년 때의 절친 김태옥을 찾는다                                                                                          | 가수 오승근                 |      |
| 373회    | 10월 28일 | |                             |      |
| 373회    | 10월 28일 | |                             |      |
| 374회    | 11월 4일  | |                             |      |
| 374회    | 11월 4일  | |                             |      |
| 375회    | 11월 11일 | 초등학교 시절 3학년 때 육상부 대회에서 가장 많이 놀았고 친하게 지냈던 육상부 친구 4명인 권현숙, 이옥희, 양진관, 김광수를 찾는다 | 골프선수 박세리             |      |
| 376회    | 11월 18일 | 중학교 1학년 때 담임이셨던 은사 송현숙 선생님을 찾는다                                                                          | 아이돌 H.O.T.의 강타        |      |
| 376회    | 11월 18일 | 갓 데뷔한 이후에 첫사랑이었던 전 매니저 백성빈을 찾는다                                                                         | 가수 현미                   |      |
| 377회    | 11월 25일 | |                             |      |
| 377회    | 11월 25일 | |                             |      |
| 378회    | 12월 2일  | |                             |      |
| 378회    | 12월 2일  | |                             |      |
| 379회    | 12월 9일  | |                             |      |
| 379회    | 12월 9일  | |                             |      |
| 380회    | 12월 16일 | |                             |      |
| 380회    | 12월 16일 | |                             |      |
| 성탄특집 | 12월 23일 | |                             |      |
| 성탄특집 | 12월 23일 | |                             |      |
| 381회    | 12월 30일 | |                             |      |
| 381회    | 12월 30일 | |                             |      |

### 2002년
| 회차  | 방송일    | 제목 (원제)                                                           | 게스트                  | 비고            |
| ----- | --------- | --------------------------------------------------------------------- | ----------------------- | --------------- |
| 382회 | 1월 6일   | 축구선수 이천수의 첫사랑 조효현을 찾는다                              | 축구선수 이천수         |                 |
| 382회 | 1월 6일   | 캔 이종원의 여자친구 홍지혜를 찾는다                                  | 그룹 캔 멤버 이종원     |                 |
| 383회 | 1월 13일  | 김흥국을 축구 사랑의 길로 인도해 주신 한운집 선생님을 찾는다          | 가수 김흥국             |                 |
| 383회 | 1월 13일  | 초등학교 4학년 때의 짝사랑 유정민을 찾는다                            | 아이돌 클릭비의 우연석  |                 |
| 384회 | 1월 20일  |                                                                       |                         |                 |
| 384회 | 1월 20일  |                                                                       |                         |                 |
| 385회 | 1월 27일  | 초등학교 1학년 때의 잊지 못할 담임선생님인 류금산 선생님을 찾는다     | 배우 이광기             |                 |
| 385회 | 1월 27일  | 초등학교 6학년 때의 첫사랑 심동원을 찾는다                            | 개그우먼 장미화         |                 |
| 386회 | 2월 3일   |                                                                       | 아나운서 성세정         |                 |
| 386회 | 2월 3일   | 교수 홍유진                                                           |                         |                 |
| 387회 | 2월 10일  | 고등학교 1학년 때의 첫사랑 오빠 박홍일을 찾는다                       | 미스코리아 설수현       |                 |
| 387회 | 2월 10일  | 아역 배우 시절 친해진 중국인 친구 여수지를 찾는다                     | 배우 정태우             |                 |
| 388회 | 2월 17일  |                                                                       |                         |                 |
| 388회 | 2월 17일  |                                                                       |                         |                 |
| 389회 | 2월 24일  | 고등학교 1학년 때의 잊지 못할 체육교사 정신택 선생님을 찾는다         | 정치인&기업인 정몽준    |                 |
| 389회 | 2월 24일  | 초등학교 5학년 때 만난 첫사랑 오빠 한지웅을 찾는다                    | 배우 유서진             |                 |
| 390회 | 3월 3일   | 고3 때 첫사랑이었던 김은경을 찾는다                                   | 그룹 캔의 멤버 배기성   |                 |
| 390회 | 3월 3일   | 초등학교 6학년 때 첫사랑이었던 최누리를 찾는다                        | 기상캐스터 한우경       |                 |
| 391회 | 3월 10일  |                                                                       | 배우 공형진             |                 |
| 391회 | 3월 10일  | 슈퍼모델 박둘선                                                       |                         |                 |
| 392회 | 3월 17일  |                                                                       |                         |                 |
| 392회 | 3월 17일  |                                                                       |                         |                 |
| 393회 | 3월 24일  |                                                                       | 배우 신소미             |                 |
| 393회 | 3월 24일  | 배우 김명국                                                           |                         |                 |
| 394회 | 3월 31일  |                                                                       | 배우 정다빈             |                 |
| 394회 | 3월 31일  | 배우 이신재                                                           |                         |                 |
| 395회 | 4월 7일   |                                                                       | 배우 조민기             | 특집, 단독      |
| 396회 | 4월 14일  |                                                                       | 가수 박혜경             |                 |
| 396회 | 4월 14일  | 1개월간 교장선생님께 수업을 한 그의 한 분 이성룡 교장선생님을 찾는다. | 그룹 부활의 멤버 박준하 |                 |
| 397회 | 4월 21일  |                                                                       | 가수 김현성             |                 |
| 397회 | 4월 21일  | 방송인 류시현                                                         |                         |                 |
| 398회 | 4월 28일  |                                                                       |                         |                 |
| 398회 | 4월 28일  |                                                                       |                         |                 |
| 399회 | 5월 5일   |                                                                       |                         |                 |
| 399회 | 5월 5일   |                                                                       |                         |                 |
| 400회 | 5월 12일  | 초등학교 2학년 때의 잊지 못할 은사님인 김종구 선생님을 찾는다         | 성악가 조수미           |                 |
| 401회 | 5월 19일  | 무명 시절 첫사랑이었던 윤윤희를 찾는다                                | 배우 현석               |                 |
| 402회 | 5월 26일  |                                                                       |                         |                 |
| 402회 | 5월 26일  |                                                                       |                         |                 |
| 403회 | 6월 2일   |                                                                       | 영어강사 곽영일         |                 |
| 403회 | 6월 2일   | 배우 이선정                                                           |                         |                 |
| 404회 | 6월 9일   |                                                                       |                         |                 |
| 404회 | 6월 9일   |                                                                       |                         |                 |
| 405회 | 6월 16일  | 중학교 2학년 때의 절친 김은미를 찾는다                                | 배우 김가연             |                 |
| 405회 | 6월 16일  | 교회에서 만난 첫사랑 누나 변춘선을 찾는다                             | 코미디언 김대희         |                 |
| 406회 | 6월 23일  |                                                                       |                         |                 |
| 406회 | 6월 23일  |                                                                       |                         |                 |
| 407회 | 6월 30일  |                                                                       |                         |                 |
| 407회 | 6월 30일  |                                                                       |                         |                 |
| 408회 | 7월 7일   | 초등학교 3학년 때의 담임선생님인 정규환 선생님을 찾는다.              | 방송인 지승현           |                 |
| 408회 | 7월 7일   | 고등학교 1학년 때의 첫사랑 김찬미를 찾는다.                           | 신화의 멤버 김동완      |                 |
| 409회 | 7월 14일  |                                                                       |                         |                 |
| 409회 | 7월 14일  |                                                                       |                         |                 |
| 410회 | 7월 21일  | 대학시절 때 가수 오디션에서 만난 친구 홍광식을 찾는다                 | 가수 서수남             |                 |
| 410회 | 7월 21일  | 일곱살 때 첫사랑이었던 장광수를 찾는다                                | 그룹 밀크 멤버 박희본   |                 |
| 411회 | 7월 28일  |                                                                       |                         |                 |
| 411회 | 7월 28일  |                                                                       |                         |                 |
| 412회 | 8월 4일   | 고등학교 2학년 때 담임이었던 손창수 선생님을 찾는다                   | 배우 방은희             |                 |
| 412회 | 8월 4일   | 고등학교 1학년 때 첫사랑이었던 정혜진을 찾는다                        | 배우 공유               |                 |
| 413회 | 8월 11일  |                                                                       |                         |                 |
| 413회 | 8월 11일  |                                                                       |                         |                 |
| 414회 | 8월 18일  |                                                                       |                         |                 |
| 414회 | 8월 18일  |                                                                       |                         |                 |
| 415회 | 8월 25일  |                                                                       | 아나운서 신영일         |                 |
| 415회 | 8월 25일  | 가수 홍경민                                                           |                         |                 |
| 416회 | 9월 1일   | 중학교 2학년 때의 절친 강남구를 찾는다                                | 개그맨 김한국           |                 |
| 416회 | 9월 1일   | 초등학교 6학년 때의 첫사랑 윤효돈을 찾는다                            | 쥬얼리 멤버 이지현      |                 |
| 417회 | 9월 8일   |                                                                       |                         |                 |
| 417회 | 9월 8일   |                                                                       |                         |                 |
| 418회 | 9월 15일  | 초등학교 3학년 때의 잊지 못할 은사님인 이해자 선생님을 찾는다         | 가수 현진영             |                 |
| 418회 | 9월 15일  | 중2 때의 잊지 못할 외국인 친구 케빙 소핑한을 찾는다                   | 방송인 금나나           |                 |
| 419회 | 9월 22일  | 납치극 과정에서 본인을 구해준 은인 한영순을 찾는다                    | 중국 출신 가수 진웨이니 |                 |
| 420회 | 9월 29일  |                                                                       | 교수 이재서             |                 |
| 420회 | 9월 29일  | 고3 시절 잊지 못할 은사님인 변재철 선생님을 찾는다                    | 개그우먼 김숙           |                 |
| 421회 | 10월 6일  |                                                                       |                         |                 |
| 421회 | 10월 6일  |                                                                       |                         |                 |
| 422회 | 10월 13일 | 고3때 극적 괴로움에서 구해준 김제심 담임선생님을 찾는다               | 레슬링선수 김영준       |                 |
| 422회 | 10월 13일 |                                                                       |                         |                 |
| 423회 | 10월 20일 |                                                                       |                         |                 |
| 423회 | 10월 20일 |                                                                       |                         |                 |
| 424회 | 10월 27일 | 고등학교 2학년 때의 담임선생님인 한명섭 선생님을 찾는다               | 배우 김정균             |                 |
| 424회 | 10월 27일 | 군복무 시절 잊지 못할 허용은 중대장을 찾는다                          | 배우 선우재덕           |                 |
| 425회 | 11월 3일  | 초등학교 6학년 때의 첫사랑 황선희를 찾는다                            | 개그맨 이창명           |                 |
| 425회 | 11월 3일  | 초등학교 5학년 때의 첫사랑 박준형을 찾는다                            | 배우 이세은             |                 |
| 426회 | 11월 10일 |                                                                       |                         |                 |
| 426회 | 11월 10일 |                                                                       |                         |                 |
| 427회 | 11월 17일 |                                                                       |                         |                 |
| 427회 | 11월 17일 |                                                                       |                         |                 |
| 428회 | 11월 24일 | 섬진강 시인 김용택의 풋사랑 이정인을 찾는다                           | 시인 김용택             |                 |
| 428회 | 11월 24일 | 유치원 시절 때 첫사랑이었던 김우영을 찾는다                           | 배우 최민용             |                 |
| 429회 | 12월 1일  |                                                                       | 야구인 임창용           |                 |
| 429회 | 12월 1일  | 디바의 멤버 이민경                                                    |                         |                 |
| 430회 | 12월 8일  | 성악가 지망생 시절의 라이벌 박상훈을 찾는다                           | 성악가 임웅균           |                 |
| 430회 | 12월 8일  | 초등학교 5학년 때의 첫사랑 김성훈을 찾는다                            | 체리필터의 멤버 조유진  |                 |
| 431회 | 12월 15일 |                                                                       |                         |                 |
| 431회 | 12월 15일 |                                                                       |                         |                 |
| 432회 | 12월 22일 | 임동진의 잊지 못할 형 조병록을 찾는다                                 | 배우 임동진             | 크리스마스 특집 |
| 433회 | 12월 29일 |                                                                       |                         |                 |
| 433회 | 12월 29일 |                                                                       |                         |                 |

### 2003년
| 회차  | 방송일    | 제목 (원제)                                                                                        | 게스트                         | 비고 |
| ----- | --------- | -------------------------------------------------------------------------------------------------- | ------------------------------ | ---- |
| 434회 | 1월 5일   | |                                |      |
| 434회 | 1월 5일   | |                                |      |
| 435회 | 1월 12일  | 고입 재수 시절 첫사랑이었던 정승교를 찾는다                                                        | 가수 신형원                    |      |
| 435회 | 1월 12일  | 초등학교 6학년 때의 첫사랑 박정희를 찾는다                                                         | 배우 김승현                    |      |
| 436회 | 1월 19일  | 대학생 시절 같은 학과 동기 고영득을 찾는다                                                         | 산악인 박영석                  |      |
| 436회 | 1월 19일  | 초등학교 5학년 때 첫사랑이었던 이범준을 찾는다                                                     | 가수 정려원                    |      |
| 437회 | 1월 26일  | |                                |      |
| 437회 | 1월 26일  | |                                |      |
| 438회 | 2월 2일   | 6.25 전쟁 때 헤어진 외숙모 하옥희를 찾는다                                                         | 배우 전원주                    |      |
| 439회 | 2월 9일   | 중학교 1학년 때의 잊지 못할 발레 선생님인 캐서린 베스트 선생님을 찾는다                            | 발레리나 강수진                |      |
| 439회 | 2월 9일   | 연기학원에서 만난 첫사랑 조경미를 찾는다                                                           | 가수 겸 배우 임강성            |      |
| 440회 | 2월 16일  | 신인 배우 시절 친해진 친구 배연호를 찾는다                                                         | 배우 박영록                    |      |
| 440회 | 2월 16일  | 영국 생활 시절 친해진 오빠 김현승을 찾는다                                                         | 배우 서민정                    |      |
| 441회 | 2월 23일  | |                                |      |
| 441회 | 2월 23일  | |                                |      |
| 442회 | 3월 2일   | 서울맹학교 시절 잊지 못할 담임선생님인 이시경 선생님을 찾는다                                      | 가수 이용복                    |      |
| 442회 | 3월 2일   | 초등학교 6학년 때의 첫사랑 조성은을 찾는다                                                         | 개그맨 정종철                  |      |
| 443회 | 3월 9일   | 고등학교 1학년 때의 잊지 못할 주용규 선생님을 찾는다                                               | 배우 이숙                      |      |
| 443회 | 3월 9일   | 7살 때 학원에서 만난 첫사랑 김지연을 찾는다                                                        | 클릭비의 멤버 김상혁           |      |
| 444회 | 3월 16일  | 초등학교 4학년 때의 은사 안효삼 선생님을 찾는다                                                    | 성우 오승룡                    |      |
| 444회 | 3월 16일  | 초등학교 4학년 때의 첫사랑 이은영을 찾는다                                                         | 개그맨 이정수                  |      |
| 445회 | 3월 23일  | |                                |      |
| 445회 | 3월 23일  | |                                |      |
| 446회 | 3월 30일  | |                                |      |
| 446회 | 3월 30일  | |                                |      |
| 447회 | 4월 6일   | |                                |      |
| 447회 | 4월 6일   | |                                |      |
| 448회 | 4월 13일  | 초등학교 3학년 때의 담임이었던 은사 김대중 선생님을 찾는다                                         | 가수 장미화                    |      |
| 448회 | 4월 13일  | 초등학교 6학년 때 첫사랑이었던 차은주를 찾는다                                                     | 아이돌 그룹 F-iV의 멤버 서지원 |      |
| 449회 | 4월 20일  | 중학교 2학년 때의 첫사랑 백계춘을 찾는다                                                           | 배우 김효원                    |      |
| 449회 | 4월 20일  | 초등학교 5학년 때의 잊지 못할 담임선생님인 우종윤 선생님을 찾는다                                  | 가수 별                        |      |
| 450회 | 4월 27일  | |                                |      |
| 450회 | 4월 27일  | |                                |      |
| 451회 | 5월 4일   | |                                |      |
| 451회 | 5월 4일   | 초등학교 4학년 때 첫사랑이었던 김광재를 찾는다                                                     | 그룹 베이비복스의 멤버 윤은혜  |      |
| 452회 | 5월 11일  | |                                |      |
| 452회 | 5월 11일  | |                                |      |
| 453회 | 5월 18일  | 5.18 민주화 시절 때 어머니처럼 잘 해 주셨던 동구어머니 김상효 여사님을 찾는다                      | 국회의원 신계륜                |      |
| 453회 | 5월 18일  | |                                |      |
| 454회 | 5월 25일  | |                                |      |
| 454회 | 5월 25일  | |                                |      |
| 455회 | 6월 1일   | |                                |      |
| 455회 | 6월 1일   | |                                |      |
| 456회 | 6월 8일   | |                                |      |
| 456회 | 6월 8일   | |                                |      |
| 457회 | 6월 15일  | |                                |      |
| 457회 | 6월 15일  | |                                |      |
| 458회 | 6월 22일  | |                                |      |
| 458회 | 6월 22일  | 초등학교 6학년 때 첫사랑이었던 김진영을 찾는다                                                     | 가수 한경일                    |      |
| 459회 | 6월 29일  | 영화배우 엄앵란의 잊지 못할 매니저 이광서 아저씨를 찾아라                                          | 배우 엄앵란                    |      |
| 459회 | 6월 29일  | 개그맨 박준형의 초등학교 시절 때 어머니처럼 잘해 주셨던 은사 박은경 선생님을 찾아라                | 개그맨 박준형                  |      |
| 460회 | 7월 6일   | 대학교 1학년 때 짝사랑했던 선배 심성관을 찾는다                                                    | 개그우먼 권진영                |      |
| 460회 | 7월 6일   | 중학교 1학년 때 좋아했던 미술 담당 은사 김영순 선생님을 찾는다                                     | 개그맨 배칠수                  |      |
| 461회 | 7월 13일  | 중1 때의 첫사랑 백운혁을 찾는다                                                                    | 가수 더 자두                   |      |
| 461회 | 7월 13일  | 초등학교 5학년 때의 첫사랑 이나영을 찾는다                                                         | 개그맨 정형돈                  |      |
| 462회 | 7월 20일  | |                                |      |
| 462회 | 7월 20일  | |                                |      |
| 463회 | 7월 27일  | | 방송인 김제동                  |      |
| 463회 | 7월 27일  | 가수 김현성                                                                                        |                                |      |
| 464회 | 8월 3일   | 여중시절 때 친하게 지냈던 언니 김경아를 찾는다                                                     | 그룹 슈가 멤버 황정음          |      |
| 464회 | 8월 3일   | 배우 한인수                                                                                        |                                |      |
| 465회 | 8월 10일  | |                                |      |
| 465회 | 8월 10일  | |                                |      |
| 466회 | 8월 17일  | 초등학교 4학년 때의 잊지 못할 장성연 담임선생님을 찾는다                                           | 배우 문소리                    |      |
| 466회 | 8월 17일  | 초등학교 5학년 때의 첫사랑 서정하를 찾는다                                                         | 배우 봉태규                    |      |
| 467회 | 8월 24일  | | 개그맨 김시덕                  |      |
| 467회 | 8월 24일  | 배우 김영호                                                                                        |                                |      |
| 468회 | 8월 31일  | | 배우 권민중                    |      |
| 468회 | 8월 31일  | 어린 시절 때 친하게 지냈던 친구 정대로를 찾는다                                                    | 가수 하하                      |      |
| 469회 | 9월 7일   | 초등학교 2학년 때의 잊지 못할 은사님인 강애란 선생님을 찾는다                                      | 미스코리아 출신 배우 최윤영    |      |
| 469회 | 9월 7일   | 코미디언 김현철                                                                                    |                                |      |
| 470회 | 9월 14일  | |                                |      |
| 470회 | 9월 14일  | |                                |      |
| 471회 | 9월 21일  | |                                |      |
| 471회 | 9월 21일  | |                                |      |
| 472회 | 9월 28일  | |                                |      |
| 472회 | 9월 28일  | |                                |      |
| 473회 | 10월 5일  | |                                |      |
| 473회 | 10월 5일  | |                                |      |
| 474회 | 10월 12일 | 초등학교 5학년 때의 첫사랑 박연을 찾는다                                                           | 배우 조상구                    |      |
| 474회 | 10월 12일 | 대학교 1학년 때의 첫사랑 남병훈을 찾는다                                                           | 가수 양혜승                    |      |
| 475회 | 10월 19일 | |                                |      |
| 475회 | 10월 19일 | |                                |      |
| 476회 | 10월 26일 | |                                |      |
| 476회 | 10월 26일 | |                                |      |
| 477회 | 11월 2일  | 오래 전 본인의 집에서 살면서 딸처럼 잘 대해주었던 김성림 씨를 찾는다                               | 가수 현미                      |      |
| 477회 | 11월 2일  | 방송인 이기상                                                                                      |                                |      |
| 478회 | 11월 9일  | |                                |      |
| 478회 | 11월 9일  | |                                |      |
| 479회 | 11월 16일 | 첫 번째에는 중학생 시절 친구 이해원을 찾고, 두 번째에는 이로부터 20년 전의 은인 안태섭 씨를 찾는다 | 가수 설운도                    |      |
| 480회 | 11월 23일 | |                                |      |
| 480회 | 11월 23일 | |                                |      |
| 481회 | 11월 30일 | |                                |      |
| 481회 | 11월 30일 | |                                |      |
| 482회 | 12월 7일  | |                                |      |
| 482회 | 12월 7일  | |                                |      |
| 483회 | 12월 14일 | |                                |      |
| 483회 | 12월 14일 | |                                |      |
| 484회 | 12월 21일 | |                                |      |
| 484회 | 12월 21일 | 초등학교 5학년 때 가르쳐던 은사 김석봉 선생님을 찾는다                                             | 그룹 슈가 멤버 박수진          |      |
| 485회 | 12월 28일 | |                                |      |
| 485회 | 12월 28일 | |                                |      |

### 2004년
| 회차  | 방송일    | 제목 (원제)                                                               | 게스트                     | 비고       |
| ----- | --------- | ------------------------------------------------------------------------- | -------------------------- | ---------- |
| 486회 | 1월 4일   |                                                                           |                            |            |
| 486회 | 1월 4일   |                                                                           |                            |            |
| 487회 | 1월 11일  |                                                                           |                            |            |
| 487회 | 1월 11일  |                                                                           |                            |            |
| 488회 | 1월 18일  | 고등학교 시절 때 좋아했던 첫사랑 공경숙를 찾는다                          | 가수 김장훈                |            |
| 488회 | 1월 18일  | 초등학교 4학년 때 좋아했던 첫사랑 김상보를 찾는다                         | 前 아나운서 강수정         |            |
| 489회 | 1월 25일  | 최불암의 중학생 시절 잊지 못할 미술교사인 김연수 선생님을 찾는다          | 배우 최불암                | 설날 특집  |
| 490회 | 2월 1일   |                                                                           |                            |            |
| 490회 | 2월 1일   |                                                                           |                            |            |
| 491회 | 2월 8일   |                                                                           |                            |            |
| 491회 | 2월 8일   |                                                                           |                            |            |
| 492회 | 2월 15일  | 초등학생 때의 잊을 수 없는 담임선생님인 오경자 선생님을 찾는다            | 개그맨 윤정수              |            |
| 492회 | 2월 15일  | 어려웠던 어린 시절의 최진희의 집안을 도와주었던 은인 국점렬 여사를 찾는다 | 가수 최진희                |            |
| 493회 | 2월 22일  |                                                                           |                            |            |
| 493회 | 2월 22일  |                                                                           |                            |            |
| 494회 | 2월 29일  |                                                                           |                            |            |
| 494회 | 2월 29일  |                                                                           |                            |            |
| 495회 | 3월 7일   |                                                                           |                            |            |
| 495회 | 3월 7일   |                                                                           |                            |            |
| 496회 | 3월 14일  |                                                                           |                            |            |
| 496회 | 3월 14일  |                                                                           |                            |            |
| 497회 | 3월 21일  |                                                                           |                            |            |
| 497회 | 3월 21일  |                                                                           |                            |            |
| 498회 | 4월 4일   |                                                                           |                            |            |
| 498회 | 4월 4일   |                                                                           |                            |            |
| 499회 | 4월 11일  | 신신애의 잊지 못할 은사님 이은옥을 찾는다                                 | 가수 겸 배우 신신애        |            |
| 499회 | 4월 11일  | 박준석의 짝사랑이었던 황예영을 찾는다                                     | 배우 박준석                |            |
| 500회 | 4월 18일  |                                                                           | 방송인 이상벽, 배우 사미자 | 500회 특집 |
| 501회 | 4월 25일  | 신인 연극배우 시절 많은 도움을 줬던 고마운 형 신호웅을 찾는다             | 배우 이영하                |            |
| 501회 | 4월 25일  | 특별한 만남                                                               |                            |            |
| 502회 | 5월 2일   | 중학교 3학년 때 첫사랑 정성원을 찾는다                                    | 거북이의 멤버 터틀맨       |            |
| 502회 | 5월 2일   | 특별한 만남                                                               |                            |            |
| 503회 | 5월 9일   |                                                                           |                            |            |
| 503회 | 5월 9일   | 특별한 만남                                                               |                            |            |
| 504회 | 5월 16일  |                                                                           |                            |            |
| 504회 | 5월 16일  | 특별한 만남                                                               |                            |            |
| 505회 | 5월 23일  |                                                                           |                            |            |
| 505회 | 5월 23일  | 특별한 만남                                                               |                            |            |
| 506회 | 5월 30일  |                                                                           | 가수 채연                  |            |
| 506회 | 5월 30일  | 특별한 만남                                                               |                            |            |
| 507회 | 6월 6일   |                                                                           |                            |            |
| 507회 | 6월 6일   | 특별한 만남                                                               |                            |            |
| 508회 | 6월 13일  |                                                                           |                            |            |
| 508회 | 6월 13일  | 특별한 만남                                                               |                            |            |
| 509회 | 6월 20일  |                                                                           |                            |            |
| 509회 | 6월 20일  | 특별한 만남                                                               |                            |            |
| 510회 | 6월 27일  |                                                                           |                            |            |
| 510회 | 6월 27일  | 특별한 만남                                                               |                            |            |
| 511회 | 7월 4일   | 대학 선배이자 군복무 시절 든든한 전우였던 노명진을 찾는다                 | 가수 오승근                |            |
| 511회 | 7월 4일   | 특별한 만남                                                               |                            |            |
| 512회 | 7월 11일  |                                                                           | NRG의 멤버 천명훈          |            |
| 512회 | 7월 11일  | 특별한 만남                                                               |                            |            |
| 513회 | 7월 18일  |                                                                           |                            |            |
| 513회 | 7월 18일  | 특별한 만남                                                               |                            |            |
| 514회 | 7월 25일  |                                                                           |                            |            |
| 514회 | 7월 25일  | 특별한 만남                                                               |                            |            |
| 515회 | 8월 1일   |                                                                           |                            |            |
| 515회 | 8월 1일   | 특별한 만남                                                               |                            |            |
| 516회 | 8월 8일   |                                                                           |                            |            |
| 516회 | 8월 8일   | 특별한 만남                                                               |                            |            |
| 517회 | 8월 15일  |                                                                           |                            |            |
| 517회 | 8월 15일  | 특별한 만남                                                               |                            |            |
| 518회 | 8월 22일  |                                                                           |                            |            |
| 518회 | 8월 22일  | 특별한 만남                                                               |                            |            |
| 519회 | 8월 29일  |                                                                           |                            |            |
| 519회 | 8월 29일  | 특별한 만남                                                               |                            |            |
| 520회 | 9월 5일   |                                                                           |                            |            |
| 520회 | 9월 5일   | 특별한 만남                                                               |                            |            |
| 521회 | 9월 12일  |                                                                           |                            |            |
| 521회 | 9월 12일  | 특별한 만남                                                               |                            |            |
| 522회 | 9월 19일  |                                                                           |                            |            |
| 522회 | 9월 19일  | 특별한 만남                                                               |                            |            |
| 523회 | 9월 26일  |                                                                           |                            |            |
| 523회 | 9월 26일  | 특별한 만남                                                               |                            |            |
| 524회 | 10월 3일  |                                                                           |                            |            |
| 524회 | 10월 3일  | 특별한 만남                                                               |                            |            |
| 525회 | 10월 10일 |                                                                           |                            |            |
| 525회 | 10월 10일 | 특별한 만남                                                               |                            |            |
| 526회 | 10월 17일 |                                                                           | 가수 장윤정                |            |
| 526회 | 10월 17일 | 특별한 만남                                                               |                            |            |
| 527회 | 10월 24일 |                                                                           | 개그맨 김병만              |            |
| 527회 | 10월 24일 | 특별한 만남                                                               |                            |            |
| 528회 | 10월 31일 |                                                                           |                            |            |
| 528회 | 10월 31일 | 특별한 만남                                                               |                            |            |
| 529회 | 11월 7일  |                                                                           |                            |            |
| 529회 | 11월 7일  | 특별한 만남                                                               |                            |            |
| 530회 | 11월 14일 |                                                                           |                            |            |
| 530회 | 11월 14일 | 특별한 만남                                                               |                            |            |
| 531회 | 11월 21일 |                                                                           |                            |            |
| 531회 | 11월 21일 | 특별한 만남                                                               |                            |            |
| 532회 | 11월 28일 | 고등학교 2학년 때의 첫사랑 최윤정을 찾는다                                | 개그맨 배칠수              |            |
| 532회 | 11월 28일 | 특별한 만남                                                               |                            |            |
| 533회 | 12월 5일  |                                                                           |                            |            |
| 533회 | 12월 5일  | 특별한 만남                                                               |                            |            |
| 534회 | 12월 12일 |                                                                           |                            |            |
| 534회 | 12월 12일 | 특별한 만남                                                               |                            |            |
| 535회 | 12월 19일 |                                                                           |                            |            |
| 535회 | 12월 19일 | 특별한 만남                                                               |                            |            |
| 536회 | 12월 26일 |                                                                           |                            |            |
| 536회 | 12월 26일 | 특별한 만남                                                               |                            |            |

### 2005년
| 회차  | 방송일    | 제목 (원제)                                                        | 게스트                    | 비고 |
| ----- | --------- | ------------------------------------------------------------------ | ------------------------- | ---- |
| 537회 | 1월 2일   | 초등학교 5학년 때의 은사님인 최현수 선생님을 찾는다                | 배우 이영범               |      |
| 537회 | 1월 2일   | 특별한 만남                                                        |                           |      |
| 538회 | 1월 9일   | 초등학교 6학년 때의 첫사랑 최현정을 찾는다                         | 코미디언 안상태           |      |
| 538회 | 1월 9일   | 특별한 만남                                                        |                           |      |
| 539회 | 1월 16일  | 초등학교 4학년 때의 첫사랑 송유정을 찾는다                         | 코미디언 유세윤           |      |
| 539회 | 1월 16일  | 특별한 만남                                                        |                           |      |
| 540회 | 1월 23일  |                                                                    | 탤런트 김소이             |      |
| 540회 | 1월 23일  | 특별한 만남                                                        |                           |      |
| 541회 | 1월 30일  |                                                                    | 코미디언 염경환           |      |
| 541회 | 1월 30일  | 특별한 만남                                                        |                           |      |
| 542회 | 2월 6일   |                                                                    | 코미디언 김홍식           |      |
| 542회 | 2월 6일   | 특별한 만남                                                        |                           |      |
| 543회 | 2월 13일  | 초등학교 6학년 때의 첫사랑 진경희를 찾는다                         | 탤런트 정한용             |      |
| 543회 | 2월 13일  | 특별한 만남                                                        |                           |      |
| 544회 | 2월 20일  |                                                                    | 가수 박기영               |      |
| 544회 | 2월 20일  | 특별한 만남                                                        |                           |      |
| 545회 | 2월 27일  |                                                                    | 가수 이기찬               |      |
| 545회 | 2월 27일  | 특별한 만남                                                        |                           |      |
| 546회 | 3월 6일   |                                                                    | 가수 간미연               |      |
| 546회 | 3월 6일   | 특별한 만남                                                        |                           |      |
| 547회 | 3월 13일  |                                                                    | 탤런트 독고영재           |      |
| 547회 | 3월 13일  | 특별한 만남                                                        |                           |      |
| 548회 | 3월 20일  | 배우의 꿈을 키울 수 있게 도와준 김경수 선생님을 찾는다             | 배우 김을동               |      |
| 548회 | 3월 20일  | 특별한 만남                                                        |                           |      |
| 549회 | 3월 27일  |                                                                    | 탤런트 김민정             |      |
| 549회 | 3월 27일  | 특별한 만남                                                        |                           |      |
| 550회 | 4월 3일   |                                                                    | 개그맨 김현철             |      |
| 550회 | 4월 3일   | 특별한 만남                                                        |                           |      |
| 551회 | 4월 10일  |                                                                    |                           |      |
| 551회 | 4월 10일  | 특별한 만남                                                        |                           |      |
| 552회 | 4월 17일  |                                                                    | 개그맨 김종석             |      |
| 552회 | 4월 17일  | 특별한 만남                                                        |                           |      |
| 553회 | 4월 24일  |                                                                    | 강신범                    |      |
| 553회 | 4월 24일  | 특별한 만남                                                        |                           |      |
| 554회 | 5월 1일   |                                                                    | 하이라이트                |      |
| 554회 | 5월 1일   | 특별한 만남                                                        |                           |      |
| 1회   | 5월 3일   | 초등학교 5학년 때 담임선생님인 신덕만 선생님을 찾는다              | 정치인 노회찬             |      |
| 1회   | 5월 3일   | 아름다운 용서                                                      |                           |      |
| 2회   | 5월 10일  |                                                                    |                           |      |
| 2회   | 5월 10일  | 아름다운 용서                                                      |                           |      |
| 3회   | 5월 17일  |                                                                    |                           |      |
| 3회   | 5월 17일  | 아름다운 용서                                                      |                           |      |
| 4회   | 5월 24일  | 교도소 수감 생활 도중 본인을 도와준 교도관 최관순을 찾는다         | 정치인 한명숙             |      |
| 4회   | 5월 24일  | 아름다운 용서                                                      |                           |      |
| 5회   | 5월 31일  |                                                                    |                           |      |
| 5회   | 5월 31일  | 아름다운 용서                                                      |                           |      |
| 6회   | 6월 7일   |                                                                    |                           |      |
| 6회   | 6월 7일   | 아름다운 용서                                                      |                           |      |
| 7회   | 6월 14일  | 잊을 수 없는 초등학교 6학년 때 담임선생님인 이재수 선생님을 찾는다 | 요리연구가 이혜정         |      |
| 7회   | 6월 14일  | 아름다운 용서                                                      |                           |      |
| 8회   | 6월 21일  |                                                                    |                           |      |
| 8회   | 6월 21일  | 아름다운 용서                                                      |                           |      |
| 9회   | 6월 28일  | 대학 조교 시절 첫사랑이었던 강영이를 찾는다                        | 사회심리학 박사 최창호    |      |
| 9회   | 6월 28일  | 아름다운 용서                                                      |                           |      |
| 10회  | 7월 5일   | 잊을 수 없는 초등학교 5학년 때 담임선생님인 이시창 선생님을 찾는다 | 작곡가 이호섭             |      |
| 10회  | 7월 5일   | 아름다운 용서                                                      |                           |      |
| 11회  | 7월 12일  | 초등학교 5학년 때의 첫사랑 윤혜주를 찾는다                         | 국악인 김준호&손심심 부부 |      |
| 11회  | 7월 12일  | 아름다운 용서                                                      |                           |      |
| 12회  | 7월 19일  |                                                                    |                           |      |
| 12회  | 7월 19일  | 아름다운 용서                                                      |                           |      |
| 13회  | 7월 26일  |                                                                    |                           |      |
| 13회  | 7월 26일  | 아름다운 용서                                                      |                           |      |
| 14회  | 8월 2일   |                                                                    |                           |      |
| 14회  | 8월 2일   | 아름다운 용서                                                      |                           |      |
| 15회  | 8월 9일   |                                                                    |                           |      |
| 15회  | 8월 9일   | 아름다운 용서                                                      |                           |      |
| 16회  | 8월 16일  |                                                                    |                           |      |
| 16회  | 8월 16일  | 아름다운 용서                                                      |                           |      |
| 17회  | 8월 23일  |                                                                    |                           |      |
| 17회  | 8월 23일  | 아름다운 용서                                                      |                           |      |
| 18회  | 8월 30일  |                                                                    |                           |      |
| 18회  | 8월 30일  | 아름다운 용서                                                      |                           |      |
| 19회  | 9월 6일   | 군 시절 때 동고동락 살면서 친하게 지냈던 상병 임상교를 찾는다      | 가수 이용                 |      |
| 19회  | 9월 6일   | 아름다운 용서                                                      |                           |      |
| 20회  | 9월 13일  |                                                                    |                           |      |
| 20회  | 9월 13일  | 아름다운 용서                                                      |                           |      |
| 21회  | 9월 20일  |                                                                    |                           |      |
| 21회  | 9월 20일  | 아름다운 용서                                                      |                           |      |
| 22회  | 9월 27일  |                                                                    |                           |      |
| 22회  | 9월 27일  | 아름다운 용서                                                      |                           |      |
| 23회  | 10월 4일  |                                                                    |                           |      |
| 23회  | 10월 4일  | 아름다운 용서                                                      |                           |      |
| 24회  | 10월 11일 |                                                                    |                           |      |
| 24회  | 10월 11일 | 아름다운 용서                                                      |                           |      |
| 25회  | 10월 18일 | 초등학교 시절 때 첫사랑이었던 지은숙을 찾는다                      | 가수 함중아               |      |
| 25회  | 10월 18일 | 아름다운 용서                                                      |                           |      |
| 26회  | 10월 25일 |                                                                    |                           |      |
| 26회  | 10월 25일 | 아름다운 용서                                                      |                           |      |
| 27회  | 11월 1일  |                                                                    |                           |      |
| 27회  | 11월 1일  | 아름다운 용서                                                      |                           |      |
| 28회  | 11월 8일  |                                                                    |                           |      |
| 28회  | 11월 8일  | 아름다운 용서                                                      |                           |      |
| 29회  | 11월 15일 |                                                                    |                           |      |
| 29회  | 11월 15일 | 아름다운 용서                                                      |                           |      |
| 30회  | 11월 22일 | 초등학교 4학년 때의 첫사랑 김춘자를 찾는다                         | 작곡가 정풍송             |      |
| 30회  | 11월 22일 | 아름다운 용서                                                      |                           |      |
| 31회  | 11월 29일 |                                                                    |                           |      |
| 31회  | 11월 29일 | 아름다운 용서                                                      |                           |      |
| 32회  | 12월 6일  | 초등학교 4학년 때 본인을 괴롭힌 친구 심종진을 45년만에 찾는다      | 코미디언 고영수           |      |
| 32회  | 12월 6일  | 아름다운 용서                                                      |                           |      |
| 33회  | 12월 13일 |                                                                    |                           |      |
| 33회  | 12월 13일 | 아름다운 용서                                                      |                           |      |
| 34회  | 12월 20일 |                                                                    |                           |      |
| 34회  | 12월 20일 | 아름다운 용서                                                      |                           |      |
| 35회  | 12월 27일 |                                                                    |                           |      |
| 35회  | 12월 27일 | 아름다운 용서                                                      |                           |      |

### 2006년
| 회차 | 방송일    | 제목 (원제)                                                                                               | 게스트            | 비고 |
| ---- | --------- | --- | ----------------- | ---- |
| 36회 | 1월 3일   | |                   |      |
| 36회 | 1월 3일   | 아름다운 용서                                                                                             |                   |      |
| 37회 | 1월 10일  | |                   |      |
| 37회 | 1월 10일  | 아름다운 용서                                                                                             |                   |      |
| 38회 | 1월 17일  | |                   |      |
| 38회 | 1월 17일  | 아름다운 용서                                                                                             |                   |      |
| 39회 | 1월 24일  | | 농구인 강동희     |      |
| 39회 | 1월 24일  | 아름다운 용서                                                                                             |                   |      |
| 40회 | 1월 31일  | |                   |      |
| 40회 | 1월 31일  | 아름다운 용서                                                                                             |                   |      |
| 41회 | 2월 7일   | |                   |      |
| 41회 | 2월 7일   | 아름다운 용서                                                                                             |                   |      |
| 42회 | 2월 14일  | 고등학생 때 4총사 결성 이후 모종의 사유로 잠시 틀어졌다가 화해한 친구들인 금창순, 김형락, 나성일을 찾는다 | 방송인 왕종근     |      |
| 42회 | 2월 14일  | 아름다운 용서                                                                                             |                   |      |
| 43회 | 2월 21일  | |                   |      |
| 43회 | 2월 21일  | 아름다운 용서                                                                                             |                   |      |
| 44회 | 2월 28일  | 초등학교 5학년 때의 절친 유선영을 찾는다                                                                  | 기상캐스터 한연수 |      |
| 44회 | 2월 28일  | 아름다운 용서                                                                                             |                   |      |
| 45회 | 3월 7일   | |                   |      |
| 45회 | 3월 7일   | 아름다운 용서                                                                                             |                   |      |
| 46회 | 3월 14일  | |                   |      |
| 46회 | 3월 14일  | 아름다운 용서                                                                                             |                   |      |
| 47회 | 3월 21일  | |                   |      |
| 47회 | 3월 21일  | 아름다운 용서                                                                                             |                   |      |
| 48회 | 3월 28일  | |                   |      |
| 48회 | 3월 28일  | 아름다운 용서                                                                                             |                   |      |
| 49회 | 4월 4일   | |                   |      |
| 49회 | 4월 4일   | 아름다운 용서                                                                                             |                   |      |
| 50회 | 4월 11일  | 군복무 시절 본인에게 큰 힘이 되어주었던 중대장 하길용을 찾는다                                            | 가수 조항조       |      |
| 50회 | 4월 11일  | 아름다운 용서                                                                                             |                   |      |
| 51회 | 4월 18일  | 중3때 본인을 올바른 길로 인도해 주었던 모범생 친구 김윤환을 찾는다                                        | 가수 김국환       |      |
| 51회 | 4월 18일  | 아름다운 용서                                                                                             |                   |      |
| 52회 | 4월 25일  | 잊을 수 없는 고2때와 고3때의 담임 김영환 선생님을 찾는다                                                  | 배우 안석환       |      |
| 52회 | 4월 25일  | 아름다운 용서                                                                                             |                   |      |
| 59회 | 6월 20일  | 이리역 폭발 사고 당시 같이 생사를 넘나든 친구 박인숙을 찾는다                                             | 가수 하춘화       |      |
| 59회 | 6월 20일  | 아름다운 용서                                                                                             |                   |      |
| 60회 | 6월 27일  | |                   |      |
| 60회 | 6월 27일  | 아름다운 용서                                                                                             |                   |      |
| 61회 | 7월 4일   | 신인 시절 본인에게 많은 도움을 주었던 친구 이지은을 찾는다                                                | 가수 최진희       |      |
| 61회 | 7월 4일   | 아름다운 용서                                                                                             |                   |      |
| 67회 | 8월 22일  | 고3 시절 잊지 못할 은사님인 김만용 선생님을 찾는다                                                        | 배우 박해미       |      |
| 67회 | 8월 22일  | 아름다운 용서                                                                                             |                   |      |
| 68회 | 8월 29일  | |                   |      |
| 68회 | 8월 29일  | 아름다운 용서                                                                                             |                   |      |
| 69회 | 9월 5일   | |                   |      |
| 69회 | 9월 5일   | 아름다운 용서                                                                                             |                   |      |
| 70회 | 9월 12일  | 초등학교 6학년 때의 절친 이윤옥을 찾는다                                                                  | 가수 장미화       |      |
| 70회 | 9월 12일  | 아름다운 용서                                                                                             |                   |      |
| 71회 | 9월 19일  | 초등학교 6학년 때 본인과 절친했던 친구 채홍을 찾는다                                                      | 코미디언 이용식   |      |
| 71회 | 9월 19일  | 아름다운 용서                                                                                             |                   |      |
| 72회 | 9월 26일  | |                   |      |
| 72회 | 9월 26일  | 아름다운 용서                                                                                             |                   |      |
| 73회 | 10월 3일  | 초등학교 1학년 때 어머니처럼 가르쳐 주셨던 은사 이길자 선생님을 찾는다                                    | 가수 이은하       |      |
| 73회 | 10월 3일  | 아름다운 용서                                                                                             |                   |      |
| 74회 | 10월 10일 | 중학생 시절 본인에게 청혼했던 소녀 신정희를 찾는다                                                        | 가수 박일준       |      |
| 74회 | 10월 10일 | 아름다운 용서                                                                                             |                   |      |
| 75회 | 10월 17일 | |                   |      |
| 75회 | 10월 17일 | 아름다운 용서                                                                                             |                   |      |
| 76회 | 10월 24일 | |                   |      |
| 76회 | 10월 24일 | 아름다운 용서                                                                                             |                   |      |
| 77회 | 10월 31일 | 몹시 가난했던 유년 시절에 초등학교 졸업장을 받을 수 있게 도와주셨던 서정교 선생님을 찾는다                | 가수 배일호       |      |
| 77회 | 10월 31일 | 아름다운 용서                                                                                             |                   |      |
| 78회 | 11월 7일  | 고등학교 1학년 때의 절친한 친구 이현민을 찾는다                                                           | 배우 오광록       |      |
| 78회 | 11월 7일  | 아름다운 용서                                                                                             |                   |      |
| 79회 | 11월 14일 | |                   |      |
| 79회 | 11월 14일 | 아름다운 용서                                                                                             |                   |      |
| 80회 | 11월 21일 | | 가수 강진         |      |
| 80회 | 11월 21일 | 아름다운 용서                                                                                             |                   |      |
| 81회 | 11월 28일 | |                   |      |
| 81회 | 11월 28일 | 아름다운 용서                                                                                             |                   |      |
| 82회 | 12월 5일  | |                   |      |
| 82회 | 12월 5일  | 아름다운 용서                                                                                             |                   |      |
| 83회 | 12월 12일 | |                   |      |
| 83회 | 12월 12일 | 아름다운 용서                                                                                             |                   |      |
| 84회 | 12월 19일 | |                   |      |
| 84회 | 12월 19일 | 아름다운 용서                                                                                             |                   |      |
| 85회 | 12월 26일 | |                   |      |
| 85회 | 12월 26일 | 아름다운 용서                                                                                             |                   |      |

### 2007년
| 회차  | 방송일    | 제목 (원제) | 게스트          | 비고 |
| ----- | --------- | --- | --------------- | ---- |
| 86회  | 1월 2일   | |                 |      |
| 86회  | 1월 2일   | 아름다운 용서 |                 |      |
| 87회  | 1월 9일   | |                 |      |
| 87회  | 1월 9일   | 아름다운 용서 |                 |      |
| 88회  | 1월 16일  | |                 |      |
| 88회  | 1월 16일  | 아름다운 용서 |                 |      |
| 89회  | 1월 23일  | 어린이합창단 시절의 잊을 수 없는 정남규 선생님을 찾는다                                                          | 가수 박남정     |      |
| 89회  | 1월 23일  | 아름다운 용서 |                 |      |
| 90회  | 1월 30일  | |                 |      |
| 90회  | 1월 30일  | 아름다운 용서 |                 |      |
| 91회  | 2월 6일   | |                 |      |
| 91회  | 2월 6일   | 아름다운 용서 |                 |      |
| 92회  | 2월 13일  | |                 |      |
| 92회  | 2월 13일  | 아름다운 용서 |                 |      |
| 93회  | 2월 20일  | |                 |      |
| 93회  | 2월 20일  | 아름다운 용서 |                 |      |
| 94회  | 2월 27일  | |                 |      |
| 94회  | 2월 27일  | 아름다운 용서 |                 |      |
| 95회  | 3월 6일   | |                 |      |
| 95회  | 3월 6일   | 아름다운 용서 |                 |      |
| 96회  | 3월 13일  | |                 |      |
| 96회  | 3월 13일  | 아름다운 용서 |                 |      |
| 97회  | 3월 20일  | |                 |      |
| 97회  | 3월 20일  | 아름다운 용서 |                 |      |
| 98회  | 3월 27일  | |                 |      |
| 98회  | 3월 27일  | 아름다운 용서 |                 |      |
| 99회  | 4월 3일   | 6.25 전쟁이라는 아비규환 속에서도 공부를 가르쳐 주신 56년 전의 은사님 이인태 선생님을 찾는다                     | 국악인 신영희   |      |
| 99회  | 4월 3일   | 아름다운 용서 |                 |      |
| 100회 | 4월 10일  | 중학생 시절 그리웠던 은사님이자 수녀님인 양요순 선생님을 찾는다                                                  | 배우 최란       |      |
| 100회 | 4월 10일  | 아름다운 용서 |                 |      |
| 101회 | 4월 17일  | |                 |      |
| 101회 | 4월 17일  | 아름다운 용서 |                 |      |
| 102회 | 4월 24일  | 고등학생 시절 절친 이신근을 찾는다                                                                               | 배우 여운계     |      |
| 102회 | 4월 24일  | 아름다운 용서 |                 |      |
| 103회 | 5월 4일   | |                 |      |
| 103회 | 5월 4일   | 아름다운 용서 |                 |      |
| 104회 | 5월 11일  | 독일에서 유학하던 시절 본인의 멘토였던 대학 선배 황성엽을 찾는다                                                 | 지휘자 금난새   |      |
| 104회 | 5월 11일  | 아름다운 용서 |                 |      |
| 105회 | 5월 18일  | |                 |      |
| 105회 | 5월 18일  | 아름다운 용서 |                 |      |
| 106회 | 5월 25일  | |                 |      |
| 106회 | 5월 25일  | 아름다운 용서 |                 |      |
| 107회 | 6월 1일   | 40년 전 월남전쟁 당시 백마부대에서 함께 했던 전우들인 이천재 상병, 이성태 상병, 동기 최영주를 찾는다             | 배우 박윤배     |      |
| 107회 | 6월 1일   | 아름다운 용서 |                 |      |
| 108회 | 6월 8일   | |                 |      |
| 108회 | 6월 8일   | 아름다운 용서 |                 |      |
| 109회 | 6월 15일  | |                 |      |
| 109회 | 6월 15일  | 아름다운 용서 |                 |      |
| 110회 | 6월 22일  | |                 |      |
| 110회 | 6월 22일  | 아름다운 용서 |                 |      |
| 111회 | 6월 29일  | |                 |      |
| 111회 | 6월 29일  | 아름다운 용서 |                 |      |
| 112회 | 7월 6일   | 미국에서 유학하던 시절 절친하게 지낸 후배 하재룡을 찾는다                                                        | 가수 이용       |      |
| 112회 | 7월 6일   | 아름다운 용서 |                 |      |
| 127회 | 10월 26일 | 본인을 부채도사로 대박나게 만들어준 남정숙 씨를 찾는다                                                           | 코미디언 장두석 |      |
| 127회 | 10월 26일 | 아름다운 용서 |                 |      |
| 128회 | 11월 2일  | 고아원 시절 친구 강만영을 찾는다                                                                                 | 코미디언 백남봉 |      |
| 128회 | 11월 2일  | 아름다운 용서 |                 |      |
| 129회 | 11월 9일  | 배우가 아닌 학생으로 살고자 했던 본인에게 배우의 길을 만들어준 영화 촬영 작업을 함께 했던 조감독 이은수를 찾는다 | 배우 정한용     |      |
| 129회 | 11월 9일  | 아름다운 용서 |                 |      |
| 130회 | 11월 16일 | 초등학교 3학년 때 절친했다가 6.25 전쟁으로 인한 피난 이후 소식이 끊긴 친구 이성희를 찾는다                       | 가수 현미       |      |
| 130회 | 11월 16일 | 아름다운 용서 |                 |      |
| 131회 | 11월 23일 | 본인 때문에 본의 아니게 신혼을 망친 절친 최병열을 찾는다                                                         | 코미디언 남성남 |      |
| 131회 | 11월 23일 | 아름다운 용서 |                 |      |

### 2008년
| 회차  | 방송일    | 제목 (원제)                                                                | 게스트              | 비고 |
| ----- | --------- | -------------------------------------------------------------------------- | ------------------- | ---- |
| ???회 | 2월 15일  | 대학생 시절 카페에서 많은 도움을 준 잊지 못할 형 이성갑을 찾는다           | 배우 권용운         |      |
| ???회 | 2월 15일  | 아름다운 용서                                                              |                     |      |
| 146회 | 3월 21일  | 군복무 시절 사망한 줄 알았던 후임병 박만석을 41년만에 재회하기 위해 찾는다 | 성우 겸 배우 김기현 |      |
| 146회 | 3월 21일  | 아름다운 용서                                                              |                     |      |
| 147회 | 3월 28일  | 유도선수 시절 잊지 못할 스승님 유정호 스승님을 찾는다                      | 격투기선수 추성훈   |      |
| 147회 | 3월 28일  | 아름다운 용서                                                              |                     |      |
| 148회 | 4월 4일   |                                                                            |                     |      |
| 148회 | 4월 4일   | 아름다운 용서                                                              |                     |      |
| 149회 | 4월 11일  | 고등학교 1학년 때의 잊지 못할 담임선생님인 김태삼 선생님을 찾는다          | 개그우먼 이경애     |      |
| 149회 | 4월 11일  | 아름다운 용서                                                              |                     |      |
| 150회 | 4월 18일  |                                                                            |                     |      |
| 150회 | 4월 18일  | 아름다운 용서                                                              |                     |      |
| 151회 | 4월 25일  |                                                                            |                     |      |
| 151회 | 4월 25일  | 아름다운 용서                                                              |                     |      |
| 152회 | 5월 2일   |                                                                            |                     |      |
| 152회 | 5월 2일   | 아름다운 용서                                                              |                     |      |
| 153회 | 5월 9일   | 중학교 3학년 때 본인을 잘 대해 주던 옆집 누나 황인희를 찾는다              | 배우 안병경         |      |
| 153회 | 5월 9일   | 아름다운 용서                                                              |                     |      |
| 154회 | 5월 16일  |                                                                            |                     |      |
| 154회 | 5월 16일  | 아름다운 용서                                                              |                     |      |
| 155회 | 5월 23일  |                                                                            |                     |      |
| 155회 | 5월 23일  | 아름다운 용서                                                              |                     |      |
| 156회 | 5월 30일  |                                                                            |                     |      |
| 156회 | 5월 30일  | 아름다운 용서                                                              |                     |      |
| 157회 | 6월 6일   | 군대 소위 시절 가족과 다름없던 소대원들인 박종근, 부승도, 방상열을 찾는다  | 코미디언 이상용     |      |
| 157회 | 6월 6일   | 아름다운 용서                                                              |                     |      |
| 158회 | 6월 13일  | 중학교 3학년 때의 잊지 못할 절친 김순애를 찾는다                           | 가수 장미화         |      |
| 158회 | 6월 13일  | 아름다운 용서                                                              |                     |      |
| 159회 | 6월 20일  |                                                                            |                     |      |
| 159회 | 6월 20일  | 아름다운 용서                                                              |                     |      |
| 160회 | 6월 27일  |                                                                            |                     |      |
| 160회 | 6월 27일  | 아름다운 용서                                                              |                     |      |
| 161회 | 7월 4일   |                                                                            |                     |      |
| 161회 | 7월 4일   | 아름다운 용서                                                              |                     |      |
| 162회 | 7월 18일  | 고등학교 1학년 때의 절친 김청진을 찾는다                                   | 배우 신충식         |      |
| 162회 | 7월 18일  | 아름다운 용서                                                              |                     |      |
| 167회 | 8월 29일  | 초등학교와 중학교 동창이자 라이벌 강복순을 찾는다                          | 핸드볼인 임오경     |      |
| 167회 | 8월 29일  | 아름다운 용서                                                              |                     |      |
| 168회 | 9월 5일   |                                                                            |                     |      |
| 168회 | 9월 5일   | 아름다운 용서                                                              |                     |      |
| 169회 | 9월 12일  |                                                                            |                     |      |
| 169회 | 9월 12일  | 아름다운 용서                                                              |                     |      |
| 170회 | 9월 19일  |                                                                            |                     |      |
| 170회 | 9월 19일  | 아름다운 용서                                                              |                     |      |
| 171회 | 9월 26일  |                                                                            |                     |      |
| 171회 | 9월 26일  | 아름다운 용서                                                              |                     |      |
| 172회 | 10월 3일  | 초등학교 3학년 때 담임이었던 김정화 선생님을 찾는다                        | 코미디언 이원승     |      |
| 172회 | 10월 3일  | 아름다운 용서                                                              |                     |      |
| 173회 | 10월 10일 | 중학교 2학년 때 담임이었던 박용준 선생님을 찾는다                          | 배우 박규채         |      |
| 173회 | 10월 10일 | 아름다운 용서                                                              |                     |      |
| 174회 | 10월 17일 | 이장호의 외인구단 영화화 과정에서 인상깊었던 신인 배우 김미경을 찾는다     | 영화 감독 이장호    |      |
| 174회 | 10월 17일 | 아름다운 용서                                                              |                     |      |
| 175회 | 10월 24일 | 군복무 시절 본인에게 큰 힘이 되어주었던 강치관 병장을 찾는다               | 코미디언 방일수     |      |
| 175회 | 10월 24일 | 아름다운 용서                                                              |                     |      |
| 176회 | 10월 31일 | 극단원 시절 친구 김상수를 찾는다                                           | 코미디언 임희춘     |      |
| 176회 | 10월 31일 | 아름다운 용서                                                              |                     |      |
| 177회 | 11월 7일  |                                                                            |                     |      |
| 177회 | 11월 7일  | 아름다운 용서                                                              |                     |      |
| 178회 | 11월 14일 | 고등학교 1학년 때의 잊을 수 없는 영어교사였던 이지원 선생님을 찾는다       | 코미디언 이하원     |      |
| 178회 | 11월 14일 | 아름다운 용서                                                              |                     |      |
| 179회 | 11월 21일 | 짝사랑하던 선배를 두고 경쟁하다가 절친이 된 친구 김기영을 찾는다           | 가수 유채영         |      |
| 179회 | 11월 21일 | 아름다운 용서                                                              |                     |      |
| 180회 | 11월 28일 | 씨름부원 시절 잊을 수 없는 황호걸 선생님을 찾는다                          | 가수 이진관         |      |
| 180회 | 11월 28일 | 아름다운 용서                                                              |                     |      |
| 181회 | 12월 5일  | 극단원 시절 만난 친구 이해경을 찾는다                                      | 배우 이대로         |      |
| 181회 | 12월 5일  | 아름다운 용서                                                              |                     |      |
| 182회 | 12월 12일 | 중학교 1학년 때의 잊을 수 없는 친구 박윤곤을 찾는다                        | 배우 나한일         |      |
| 182회 | 12월 12일 | 아름다운 용서                                                              |                     |      |
| 183회 | 12월 19일 | 중학교 진학 이후 가정교사와 제자가 되면서 친해진 이계선 선생님을 찾는다    | 배우 정호근         |      |
| 183회 | 12월 19일 | 아름다운 용서                                                              |                     |      |
| 184회 | 12월 26일 | 초등학교 6학년 때 담임이었던 이미현 선생님을 찾는다                        | 팝페라 테너 임형주  |      |
| 184회 | 12월 26일 | 아름다운 용서                                                              |                     |      |

### 2009년
| 회차  | 방송일    | 제목 (원제)                                                                                                 | 게스트                    | 비고 |
| ----- | --------- | --- | ------------------------- | ---- |
| 185회 | 1월 2일   | 시골에서 도시로 전학온 이후 본인을 구해준 것을 계기로 친해진 친구 이계환을 찾는다                           | 코미디언 안상태           |      |
| 185회 | 1월 2일   | 아름다운 용서                                                                                               |                           |      |
| 186회 | 1월 9일   | 잊을 수 없는 물리 담당 최정렬 선생님을 찾는다                                                               | 코미디언 오지헌           |      |
| 186회 | 1월 9일   | 아름다운 용서                                                                                               |                           |      |
| 187회 | 1월 16일  | 고3 때의 절친 한무선을 찾는다                                                                               | 가수 김정수               |      |
| 187회 | 1월 16일  | 아름다운 용서                                                                                               |                           |      |
| 188회 | 1월 23일  | 손심심이 중학교 3학년 때의 첫사랑이었던 박순재를 찾는다                                                     | 국악인 김준호&손심심 부부 |      |
| 188회 | 1월 23일  | 아름다운 용서                                                                                               |                           |      |
| 189회 | 1월 30일  | 군시절 때 처음으로 만난 음악밴드 같이했고 보고싶은 소조밴드 맴버였던 삼총사 권중일, 박철선, 김명수를 찾는다 | 코미디언 이경래           |      |
| 189회 | 1월 30일  | 아름다운 용서                                                                                               |                           |      |
| 190회 | 2월 6일   | |                           |      |
| 190회 | 2월 6일   | 아름다운 용서                                                                                               |                           |      |
| 191회 | 2월 13일  | 고등학교 시절 1학년 때 좋아했던 첫사랑 박혜숙 씨를 찾는다                                                   | 코미디언 이상운           |      |
| 191회 | 2월 13일  | 아름다운 용서                                                                                               |                           |      |
| 192회 | 2월 20일  | |                           |      |
| 192회 | 2월 20일  | 아름다운 용서                                                                                               |                           |      |
| 193회 | 2월 27일  | | 배우 전원주               |      |
| 193회 | 2월 27일  | 아름다운 용서                                                                                               |                           |      |
| 194회 | 3월 6일   | |                           |      |
| 194회 | 3월 6일   | 아름다운 용서                                                                                               |                           |      |
| 195회 | 3월 13일  | 초등학교 5학년 때의 담임이었던 고대석 선생님을 찾는다                                                       | R.ef의 멤버 이성욱        |      |
| 195회 | 3월 13일  | 아름다운 용서                                                                                               |                           |      |
| 196회 | 3월 20일  | |                           |      |
| 196회 | 3월 20일  | 아름다운 용서                                                                                               |                           |      |
| 197회 | 3월 27일  | 중학교 졸업을 앞두고 일본 여행 도중 만난 친구 차승훈을 찾는다                                               | 배우 최수린               |      |
| 197회 | 3월 27일  | 아름다운 용서                                                                                               |                           |      |
| 198회 | 4월 3일   | |                           |      |
| 198회 | 4월 3일   | 아름다운 용서                                                                                               |                           |      |
| 199회 | 4월 10일  | |                           |      |
| 199회 | 4월 10일  | 아름다운 용서                                                                                               |                           |      |
| 200회 | 4월 17일  | |                           |      |
| 200회 | 4월 17일  | 아름다운 용서                                                                                               |                           |      |
| 201회 | 4월 24일  | |                           |      |
| 201회 | 4월 24일  | 아름다운 용서                                                                                               |                           |      |
| 202회 | 5월 1일   | |                           |      |
| 202회 | 5월 1일   | 아름다운 용서                                                                                               |                           |      |
| 203회 | 5월 8일   | |                           |      |
| 203회 | 5월 8일   | 아름다운 용서                                                                                               |                           |      |
| 204회 | 5월 15일  | |                           |      |
| 204회 | 5월 15일  | 아름다운 용서                                                                                               |                           |      |
| 205회 | 5월 22일  | |                           |      |
| 205회 | 5월 22일  | 아름다운 용서                                                                                               |                           |      |
| 206회 | 5월 29일  | |                           |      |
| 206회 | 5월 29일  | 아름다운 용서                                                                                               |                           |      |
| 207회 | 6월 5일   | 6.25 전쟁이라는 아비규환 속에서 피란길에서 목숨을 구해준 군인 이건하 하사를 찾는다                          | 배우 박병호               |      |
| 207회 | 6월 5일   | 아름다운 용서                                                                                               |                           |      |
| 208회 | 6월 12일  | |                           |      |
| 208회 | 6월 12일  | 아름다운 용서                                                                                               |                           |      |
| 209회 | 6월 19일  | |                           |      |
| 209회 | 6월 19일  | 아름다운 용서                                                                                               |                           |      |
| 210회 | 6월 26일  | 개그맨 시절 때 KBS 제1회 대학개그제에서 처음으로 만난 금병완 형을 찾는다                                    | 개그맨 겸 배우 최승경     |      |
| 210회 | 6월 26일  | 아름다운 용서                                                                                               |                           |      |
| 216회 | 8월 14일  | 고등학교 시절 때 교회에서 처음으로 만난 첫사랑 김영순 씨를 찾는다                                           | 지휘자 함신익             |      |
| 216회 | 8월 14일  | 잊지 못할 고마움                                                                                            |                           |      |
| 217회 | 8월 21일  | 씨름부 시절 라이벌들인 임진희와 이병욱을 찾는다                                                             | 씨름인 이만기             |      |
| 217회 | 8월 21일  | 잊지 못할 고마움                                                                                            |                           |      |
| 218회 | 8월 28일  | 대학 입학 이후 낯설은 서울 생활 시절 본인을 도와준 두 누님 이계조 씨와 김영순 씨를 찾는다                   | 정치인 김문수             |      |
| 218회 | 8월 28일  | 잊지 못할 고마움                                                                                            |                           |      |
| 219회 | 9월 4일   | |                           |      |
| 219회 | 9월 4일   | 잊지 못할 고마움                                                                                            |                           |      |
| 220회 | 9월 11일  | |                           |      |
| 220회 | 9월 11일  | 잊지 못할 고마움                                                                                            |                           |      |
| 221회 | 9월 18일  | |                           |      |
| 221회 | 9월 18일  | 잊지 못할 고마움                                                                                            |                           |      |
| 222회 | 9월 25일  | |                           |      |
| 222회 | 9월 25일  | 잊지 못할 고마움                                                                                            |                           |      |
| 223회 | 10월 2일  | |                           |      |
| 223회 | 10월 2일  | 잊지 못할 고마움                                                                                            |                           |      |
| 224회 | 10월 9일  | |                           |      |
| 224회 | 10월 9일  | 잊지 못할 고마움                                                                                            |                           |      |
| 225회 | 10월 16일 | |                           |      |
| 225회 | 10월 16일 | 잊지 못할 고마움                                                                                            |                           |      |
| 226회 | 10월 23일 | | 코미디언 김한국           |      |
| 226회 | 10월 23일 | 잊지 못할 고마움                                                                                            |                           |      |
| 227회 | 10월 30일 | |                           |      |
| 227회 | 10월 30일 | 잊지 못할 고마움                                                                                            |                           |      |
| 228회 | 11월 6일  | |                           |      |
| 228회 | 11월 6일  | 잊지 못할 고마움                                                                                            |                           |      |
| 229회 | 11월 13일 | |                           |      |
| 229회 | 11월 13일 | 잊지 못할 고마움                                                                                            |                           |      |
| 230회 | 11월 20일 | |                           |      |
| 230회 | 11월 20일 | 잊지 못할 고마움                                                                                            |                           |      |
| 231회 | 11월 27일 | |                           |      |
| 231회 | 11월 27일 | 잊지 못할 고마움                                                                                            |                           |      |
| 232회 | 12월 4일  | |                           |      |
| 232회 | 12월 4일  | 잊지 못할 고마움                                                                                            |                           |      |
| 233회 | 12월 11일 | 초등학교 6학년 때의 담임이었던 이형묵 선생님을 찾는다                                                       | 배우 윤용현               |      |
| 233회 | 12월 11일 | 잊지 못할 고마움                                                                                            |                           |      |
| 234회 | 12월 18일 | 중학교 1학년 때의 은사인 황명숙 선생님을 찾는다                                                             | 가수 김연자               |      |
| 234회 | 12월 18일 | 잊지 못할 고마움                                                                                            |                           |      |

### 2010년
| 회차         | 방송일   | 제목 (원제)                                                                          | 게스트          | 비고 |
| ------------ | -------- | ------------------------------------------------------------------------------------ | --------------- | ---- |
| 238회        | 1월 22일 | 대학 시절 때 처음으로 만난 진병도 선생님을 찾는다                                    | 배우 안석환     |      |
| 238회        | 1월 22일 | 잊지 못할 고마움                                                                     |                 |      |
| 239회        | 1월 29일 | 초등학교 1학년 때 담임이었던 현영자 선생님을 찾는다                                  | 코미디언 안상태 |      |
| 239회        | 1월 29일 | 잊지 못할 고마움                                                                     |                 |      |
| 240회        | 2월 5일  | 고등학교 1학년 때 담임이자 은사였던 전기태 선생님을 찾는다                           | 코미디언 배동성 |      |
| 240회        | 2월 5일  | 잊지 못할 고마움                                                                     |                 |      |
| 241회        | 2월 19일 | 고등학교 2학년 때 첫사랑이었던 희정을 찾는다                                         | 코미디언 김형인 |      |
| 241회        | 2월 19일 | 잊지 못할 고마움                                                                     |                 |      |
| 242회        | 2월 26일 | 중학교 1학년 때 우상이었던 최용운 형을 찾는다                                        | 코미디언 윤택   |      |
| 242회        | 2월 26일 | 잊지 못할 고마움                                                                     |                 |      |
| 243회        | 3월 5일  |                                                                                      |                 |      |
| 243회        | 3월 5일  | 잊지 못할 고마움                                                                     |                 |      |
| 244회        | 3월 12일 | 대학 시절 때 처음으로 만난 알겠 되었고 친구처럼 친하게 지냈던 밴드부 김동식을 찾는다 | 코미디언 배영만 |      |
| 244회        | 3월 12일 | 잊지 못할 고마움                                                                     |                 |      |
| 245회        | 3월 19일 | 본인의 모친과 굉장히 인연이 깊었던 오병현 사장을 찾는다                              | 가수 강진       |      |
| 245회        | 3월 19일 | 잊지 못할 고마움                                                                     |                 |      |
| 251회 (종영) | 5월 8일  |                                                                                      | 만화가 박재동   |      |
| 251회 (종영) | 5월 8일  | 가수 김종훈                                                                          |                 |      |

### 2018년
| 방송 회차 | 방송 일자 | 제목 (원제)                                                          | 게스트 | 시청률 |
| --------- | --------- | -------------------------------------------------------------------- | ------ | ------ |
| 1회       | 9월 28일  | 박수홍의 옛 친구 차일홍을 찾습니다                                   | 박수홍 | 8.3%   |
| 2회       | 10월 5일  | 김정민의 은인 오진우 감독님을 찾습니다                               | 김정민 | 6.9%   |
| 3회       | 10월 12일 | 설운도의 무명 시절 은인 샌디 김을 찾습니다                           | 설운도 | 7.6%   |
| 4회       | 10월 19일 | 최불암의 학창시절 라이벌 차중덕을 찾습니다                           | 최불암 | 9.1%   |
| 5회       | 10월 26일 | 방미의 여고시절 단짝친구 옥매라를 찾습니다                           | 방미   | 8.3%   |
| 6회       | 11월 2일  | 전인권의 은인 이일호를 찾습니다                                      | 전인권 | 6.4%   |
| 7회       | 11월 9일  | 윤택의 인생의 은인 박재욱 선생님을 찾습니다                          | 윤택   | 7.9%   |
| 8회       | 11월 16일 | 원기준의 연기의 꿈을 심어주신 (故)박원경 선생님을 찾습니다           | 원기준 | 6.2%   |
| 9회       | 11월 23일 | 현진영의 어린 시절 단짝친구 임범준을 찾습니다                        | 현진영 | 7.6%   |
| 10회      | 11월 30일 | 봉만대의 서울로 상경해 서로를 의지한 친구 액션배우 이광수를 찾습니다 | 봉만대 | 6.7%   |
| 11회      | 12월 7일  | 현미의 미8군 쇼에서 만난 가수 남석훈을 찾습니다                      | 현미   | 9.4%   |
| 12회      | 12월 14일 | 조성모의 내 인생의 수호천사가 돼준 친구 김현근을 찾습니다            | 조성모 | 7.9%   |
| 13회      | 12월 21일 | 김병옥의 희망과 큰 용기를 주신 연출가 기국서를 찾습니다              | 김병옥 | 6.5%   |
| 14회      | 12월 28일 | 송년 특집 방송                                                       | -      | 6.2%   |

### 2019년
| 방송 회차 | 방송 일자 | 제목 (원제)                                                                                                 | 게스트         | 시청률 |
| --------- | --------- | --- | -------------- | ------ |
| 15회      | 1월 4일   | 전원주의 롤모델 잉꼬부부 정재환, 정연임 부부를 찾습니다                                                     | 전원주         | 10.5%  |
| 16회      | 1월 11일  | 홍경민의 검정고시로 입학했던 대학교에서 만난 한 학년 선배 안호성을 찾습니다                                 | 홍경민         | 8.7%   |
| 17회      | 1월 18일  | 임하룡의 유일하게 감싸주었던 고3 담임선생님, 김제승 선생님을 찾습니다                                       | 임하룡         | 9.8%   |
| 18회      | 1월 25일  | 박상철의 서울 갓 상경하게 감싸주었던 집주인 김용하, 정궁자 부부를 찾습니다                                  | 박상철         | 10.2%  |
| 19회      | 2월 1일   | 남궁옥분의 인생의 단짝친구 한혜정을 찾습니다                                                                | 남궁옥분       | 10.3%  |
| 20회      | 2월 8일   | 송준근의 인생의 단짝친구 이정훈을 찾습니다                                                                  | 송준근         | 8.9%   |
| 21회      | 2월 15일  | 이성미의 엄마 같은 친구 이용숙씨를 찾습니다                                                                 | 이성미         | 10.4%  |
| 22회      | 2월 22일  | 홍성흔의 인생의 은인 이해창 선수를 찾습니다                                                                 | 홍성흔         | 7.3%   |
| 23회      | 3월 8일   | 안재모의 의남매로 지냈던 이상훈-이상은 남매를 찾습니다                                                      | 안재모         | 8.8%   |
| 24회      | 3월 15일  | 정한용의 인연 최치갑을 찾습니다                                                                             | 정한용         | 8.9%   |
| 25회      | 3월 22일  | 남재현의 인생의 단짝친구 김효영을 찾습니다                                                                  | 남재현         | 11.3%  |
| 26회      | 4월 12일  | 심신의 고등학교 선배이자 버닝스톤즈 멤버였던 윤희현을 찾습니다                                              | 심신           | 5.5%   |
| 27회      | 4월 19일  | 함소원의 아끼고 꿈을 이루게해준 한혜경, 김희정 선생님을 찾습니다                                            | 함소원         | 6.5%   |
| 28회      | 4월 26일  | 박남정의 어릴적 놀아줬던 선명회 합창단 친구 천영준을 찾습니다                                               | 박남정         | 7.2%   |
| 29회      | 5월 3일   | 이훈의 첫드라마 데뷔를 시켜준 무술감독 고명안을 찾습니다                                                    | 이훈           | 7.5%   |
| 30회      | 5월 10일  | 김범룡의 삶의 좌표가 된 한마디를 해준 이춘자 국사선생님을 찾습니다                                          | 김범룡         | 6.5%   |
| 31회      | 5월 17일  | 알베르토 몬디의 한국의 정을 알려준 친형 같은 은인 김기천을 찾습니다                                         | 알베르토 몬디  | 5.9%   |
| 32회      | 5월 24일  | 박영선의 지친 마음을 달래준 따뜻한 휴식처 같았던 단짝 친구 박선희를 찾습니다                                | 박영선         | 6.2%   |
| 33회      | 5월 31일  | 김미화, 김한국의 화려한 전성기와 가족 같은 따뜻함을 선사해준 ‘쓰리랑 부부'의 전담매니저 남궁성실을 찾습니다 | 김미화, 김한국 | 6.7%   |
| 34회      | 6월 7일   | 인요한의 어린시절 죽마고우 친구 이중복을 찾습니다.                                                          | 인요한         | 8.2%   |
| 35회      | 6월 14일  | 홍혜걸의 인생의 은인 황기우 선생님과, 첫사랑인 김남경을 찾습니다                                            | 홍혜걸         | 7.9%   |
| 36회      | 6월 21일  | 윤유선의 사랑의 리퀘스트에서 만난 친자식과 같은 김진수, 김진우, 김보라 남매를 찾습니다                      | 윤유선         | 9.5%   |
| 37회      | 6월 28일  | 이정길의 인생의 은인 김영혁 선생님을 찾습니다                                                               | 이정길         | 7.9%   |
| 38회      | 7월 5일   | 김지현의 인생의 은인이자 친언니같은 언니 이은경을 찾습니다                                                  | 김지현         | 6.6%   |
| 39회      | 7월 12일  | 홍록기의 절친같은 단짝친구 김철민을 찾습니다                                                                | 홍록기         | 7.2%   |
| 40회      | 7월 19일  | 김승현의 인생의 은인 홍승모 선생님을 찾습니다                                                               | 김승현         | 7.8%   |
| 41회      | 7월 26일  | 이경애의 인생의 은인 신현돈 선생님을 찾습니다                                                               | 이경애         | 10.2%  |
| 42회      | 8월 16일  | 함익병의 인생의 은인 송진학 선생님을 찾습니다                                                               | 함익병         | 7.2%   |
| 43회      | 8월 23일  | 우지원의 인생의 단짝친구 한상수를 찾습니다                                                                  | 우지원         | 7.3%   |
| 44회      | 8월 30일  | 최현석의 악연이자 은인같은 선배 이정석을 찾습니다                                                           | 최현석         | 7.2%   |
| 45회      | 9월 13일  | 하춘화의 마산 1호팬인 조윤옥을 찾습니다.                                                                    | 하춘화         | 8.7%   |
| 46회      | 9월 20일  | 김혜연의 인생의 은인 (故)최연송 사장님을 찾습니다.                                                          | 김혜연         | 8.0%   |
| 47회      | 9월 27일  | 이동우의 인생의 은인 김성구 선생님을 찾습니다.                                                              | 이동우         | 6.7%   |
| 48회      | 10월 11일 | 김범수의 인생의 은인 성기동 선생님을 찾습니다.                                                              | 김범수         | 9.3%   |
| 49회      | 10월 18일 | 조영구의 인생의 은인이자 형제같은 단짝친구 황승일을 찾습니다.                                               | 조영구         | 9.2%   |
| 50회      | 10월 25일 | 이다도시의 한국의 문화와 정을 알려주고 귀화의 계기를 만들어 준 미스김 김영인을 찾습니다.                    | 이다도시       | 7.7%   |
| 51회      | 11월 1일  | 이승신의 인생의 은인이자 아버지의 동료 김용구 아저씨를 찾습니다.                                            | 이승신         | 7.7%   |
| 52회      | 11월 8일  | 유현상의 인생의 은인이자 아내 최윤희와 결혼을 도와준 이기종 기자님을 찾습니다.                              | 유현상         | 7.2%   |
| 53회      | 11월 15일 | 이주실의 북한에서 온 연극반 제자 이창호를 찾습니다.                                                         | 이주실         | 7.9%   |
| 54회      | 11월 22일 | 이상용의 심장병 수술 후원의 계기가 된 어린이 심장병 수술 1호 도상국을 찾습니다.                             | 이상용         | 9.6%   |
| 55회      | 11월 29일 | 배기성의 가수의 꿈을 함께한 친구 이태기를 찾습니다.                                                         | 배기성         | 7.7%   |
| 56회      | 12월 6일  | 김연자의 이웃집에 살면서 친딸 같이 챙겨준 수양 엄마 정영훈을 찾습니다.                                      | 김연자         | 8.6%   |
| 57회      | 12월 13일 | 안혜경의 방송인의 꿈을 키워준 김숙희 선생님을 찾습니다.                                                     | 안혜경         | 7.8%   |
| 58회      | 12월 20일 | 이외수의 인생에서 삶의 의지를 일깨워준 은인 한진구 교수님을 찾습니다.                                       | 이외수         | 7.8%   |
| 59회      | 12월 27일 | 표창원의 사회 초년병 시절 동고동락하면서 초보 소대장을 믿고 따라준 최경호 수경을 찾습니다.                  | 표창원         | 8.8%   |

### 2020년
| 방송 회차 | 방송 일자 | 제목 (원제) | 게스트         | 시청률 |
| --------- | --------- | --- | -------------- | ------ |
| 60회      | 1월 3일   | 전철우의 남한 생활에 적응할 수 있게 도움을 줬던 남한의 부모님 김영수-이정열 부부를 찾습니다.                                                          | 전철우         | 10.3%  |
| 61회      | 1월 10일  | 박완규의 아버지의 반대에도 법관의 꿈을 지켜주고자 했던 은인 박성영 선생님을 찾습니다.                                                                 | 박완규         | 7.5%   |
| 62회      | 1월 17일  | 슬리피의 대학 재수 시절 수학에 흥미를 일으켜 줬으며 꿈을 응원해준 대빵 김춘호 선생님을 찾습니다.                                                      | 슬리피         | 6.8%   |
| 63회      | 1월 24일  | 설기획 특집 방송 | -              | 7.9%   |
| 64회      | 1월 31일  | 홍인규의 보육원에서의 따뜻한 보살핌 속 무사히 집으로 돌아갈 수 있게 도와준 보육원 안순복 원장님과 김명숙 수녀님을 찾습니다.                           | 홍인규         | 8.5%   |
| 65회      | 2월 7일   | 박술녀의 초등학교 시절 가난으로 인해 마음을 쉽게 열지 못하다가 처음으로 따뜻한 관심을 주었던 김영분 선생님을 찾습니다.                                | 박술녀         | 7.9%   |
| 66회      | 2월 14일  | 노유민의 가정불화로 가출을 일삼던 학창 시절, 방황하는 노유민을 붙잡아주고 유일하게 가수의 꿈을 지지해준 고등학교 1학년 담임 류준규 선생님을 찾습니다. | 노유민         | 6.3%   |
| 67회      | 2월 21일  | 정호근의 단역만 맡았던 무명 시절, 그를 주연 배우로 연극무대에 서게 해줬던 연출가이자 친형 같던 선배인 연극 연출가 이송을 찾습니다.                    | 정호근         | 7.4%   |
| 68회      | 3월 13일  | 손헌수의 아버지의 사업 실패 후 비슷한 가정형편으로 동질감으로 똘똘 뭉쳐 더욱 친해지게 된 '길동 터프가이파' 김인귀를 찾습니다.                         | 손헌수         | 7.1%   |
| 69회      | 3월 20일  | 이재용의 아나운서 도전을 하기 위해 MBC 방송문화원에서 만난 아나운서 지망생이자 한 장의 지원서로 인생을 바꿔준 두 살 형 송주영을 찾습니다.             | 이재용         | 8.5%   |
| 70회      | 3월 27일  | 장미화의 아마추어 톱싱어대회에 참가한 그곳에서 비슷한 가정사에 유난히 자신을 잘 챙겨주며 친언니처럼 대해준 언니 백현주를 찾습니다.                    | 장미화         | 8.1%   |
| 71회      | 4월 3일   | 봄특집 봄맞이 불시 점검 1부 | 인요한, 이경애 | 8.2%   |
| 72회      | 4월 10일  | 봄특집 봄맞이 불시 점검 2부 | 김범수, 윤택   | 8%     |
| 73회      | 5월 1일   | 이은하의 가수 인생 첫 시작을 함께한 데뷔곡 '님 마중'을 만들어준 작곡가 김준규를 찾습니다.                                                             | 이은하         | 7.7%   |
| 74회      | 5월 8일   | 조우종의 중학교 친구들의 텃세와 괴롭힘에 조우종이 괴로운 나날을 보내고 있을 무렵, 유일하게 속마음을 털어놓을 수 있었던 김정선 선생님을 찾습니다,      | 조우종         | 6.8%   |
| 75회      | 5월 15일  | 한현민의 처음으로 한현민의 장점을 찾아 칭찬을 해주고, 세계가 인정하는 모델이 될 수 있게 초석을 만들어준 이영희 선생님을 찾습니다.                     | 한현민         | 10.8%  |
| 76회      | 5월 22일  | 여에스더의 KBS 라디오 <건강365>의 MC로 전격 발탁해 끊임없는 칭찬과 격려로 잃었던 자신감을 찾게해준 이원규 PD를 찾습니다.                              | 여에스더       | 7.5%   |
| 77회      | 5월 29일  | 하리수의 인생의 우여곡절을 겪었지만 주저앉지 않고 세상 앞에 당당히 나올 수 있게 ‘틀림’이 아닌 ‘다름’을 인정했던 전창익 선생님을 찾습니다.             | 하리수         | 9.7%   |
| 78회      | 6월 5일   | 황광희의 초등학교 5학년 시절 같은반 짝꿍이었던 이사라를 찾습니다.                                                                                     | 황광희         | 9.1%   |
| 79회      | 6월 12일  | 안상태의 개그맨 지망생 시절, 평생 잊을 수 없는 짜장면 한 그릇을 사주며 꿈을 응원해준 대학로 PC 고시원 전택근 원장님을 찾습니다.                       | 안상태         | 6.4%   |
| 80회      | 6월 19일  | 김창옥의 교회 성가대 솔리스트 활동을 하며 말보다 강한 메시지를 던져주었던 교회 관리집사 오준봉-승복임 부부를 찾습니다.                                | 김창옥         | 6.4%   |

- 81회 ~ 82회 : 나태주 (우준태)
- 83회 : 김승진 (남국인 선생님)[57]
- 84회 : 최진희 (한울타리)[58]
- 85회 : 여경래, 여경옥 (허인)
- 86회 : 양치승 (박태길)
- 87회 : 김정태 (신범식, 주명철)
- 88회 : 혜은이 (김태영)
- 89회 : 현정화 (박소현)
- 90회 : 박혜경 (김영우)
- 91회 : 배일집 (길영대)
- 92회 : 김송 (변인경 선생님)
- 93회 : 김지호 (김봉현 관장님)
- 94회 : 한대수 (김형수)
- 95회 : 박준형 (김영덕)
- 96회 : 이순재 (채조병)

### 2021년
- 97회 : 최수민 (이절영 선생님)[59]
- 98회 : 김태원 (김기연)
- 99회 : 유재환 (장정현 선생님)
- 100회 : 홍지민 (윤광호 관장님)
- 101회 : 정동남 (이정희)
- 102회 : 이만기 (이견우 밥집어매)
- 103회 : 임혁 (황순선)
- 104회 : 유진 박 (송솔나무)
- 105회 : 김명곤 (김송)
- 106회 : 김국환 (원인상 하숙집 아주머니)[60]
- 107회 : 윤희정 (오용한 선생님)
- 108회 : 양택조 (김혜리)
- 109회 : 조선희 (금선주)
- 110회 : 권일용 (육근무 반장님)[61]
- 111회 : 왕종근 (최상훈)[62]
- 112회 : 허재 (이삼성)
- 113회 : 헤이지니 (김수원)
- 114회 : 이광기 (이용구 선생님)
- 115회 : 박광수 (김용복 선생님)
- 116회 : 이봉주 (복진경 코치님)
- 117회 : 김형자 (김옥화)
- 118회 : 조관우 (홍석관 선생님)
- 119회 : 유태웅 (송영애)
- 120회 : 엄영수 (양명수)
- 121회 : 백일섭 (심준보)

## 수상 경력
- 제24회(1997년) 한국방송대상 TV부문 연예오락 우수작품상

## 같이 보기
- 개인정보
- 대한민국 개인정보 보호법
- 성적표
- 동문회